# Jagiellonia Białystok w krajowych rozgrywkach ligowych w piłce nożnej

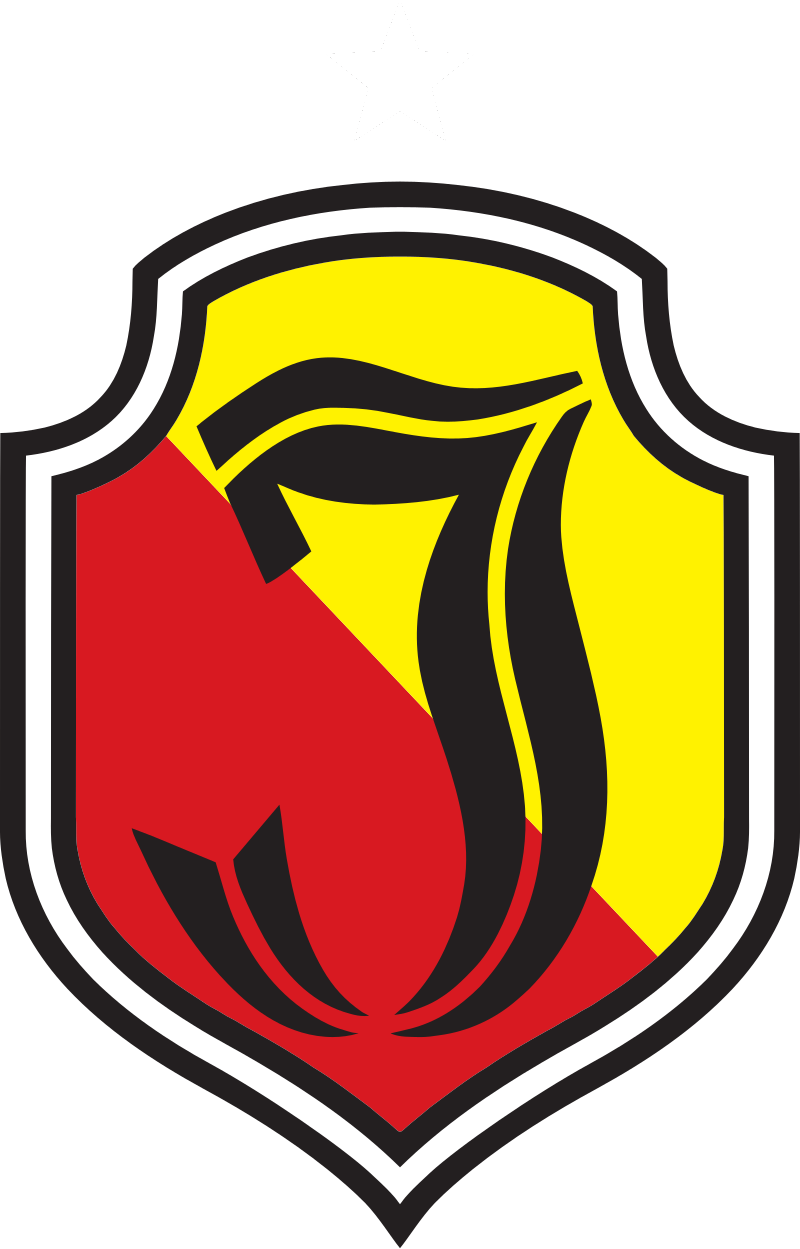
Herb Jagiellonii Białystok

Jagiellonia Białystok – występy drużyny w krajowych rozgrywkach w piłce nożnej. Zespół wystąpił łącznie w 92 sezonach piłkarskich grając na różnych poziomach rozgrywkowych.
Statystyka występów ligowych, (Tabela aktualna na dzień 24.05.2025)
| Poz.   | Sezony | Sezony | Nazwa ligi                          | Statystyka                          | Statystyka                          | Statystyka                          | Statystyka                          | Statystyka                          | Statystyka                          | Statystyka                          | Uwagi                               |
| Poz.   | Sezony | Sezony | Nazwa ligi                          | Me.                                 | Pkt.                                | B(+)                                | B(-)                                | Zw.                                 | Re.                                 | Po.                                 | Uwagi                               |
| ------ | ------ | ------ | ----------------------------------- | ----------------------------------- | ----------------------------------- | ----------------------------------- | ----------------------------------- | ----------------------------------- | ----------------------------------- | ----------------------------------- | ----------------------------------- |
| I      | 22     | 18     | Ekstraklasa                         | 729                                 | 946                                 | 926                                 | 1009                                | 263                                 | 199                                 | 267                                 |                                     |
| I      | 22     | 4      | dawna I Liga                        | 729                                 | 946                                 | 926                                 | 1009                                | 263                                 | 199                                 | 267                                 |                                     |
| I      | (1)    | (1)    | MP- Faza grupowa                    | 16                                  | 0                                   | 14                                  | 109                                 | 0                                   | 0                                   | 16                                  | Jako Motor Białystok                |
| II     | 18     | -      | dawna II Liga                       | 584                                 | 699                                 | 690                                 | 633                                 | 226                                 | 162                                 | 196                                 |                                     |
| II     | -      | 14     | Okręgowe                            |                                     |                                     |                                     |                                     |                                     |                                     |                                     | Przedwojenna Klasa A i B            |
| III    | 8      | -      | dawna III Liga                      | 238                                 | 409                                 | 421                                 | 183                                 | 145                                 | 40                                  | 53                                  |                                     |
| III    | -      | 10     | Okręgowe                            |                                     |                                     |                                     |                                     |                                     |                                     |                                     |                                     |
| IV     | 2      | -      | dawna IV Liga                       | 66                                  | 143                                 | 197                                 | 50                                  | 43                                  | 14                                  | 9                                   |                                     |
| IV     | -      | 14     | Okręgowe                            |                                     |                                     |                                     |                                     |                                     |                                     |                                     |                                     |
| V      | -      | 4      | Okręgowe                            |                                     |                                     |                                     |                                     |                                     |                                     |                                     |                                     |
| Razem: | 50     | -      | Poziomy centralne i makroregionalne | Poziomy centralne i makroregionalne | Poziomy centralne i makroregionalne | Poziomy centralne i makroregionalne | Poziomy centralne i makroregionalne | Poziomy centralne i makroregionalne | Poziomy centralne i makroregionalne | Poziomy centralne i makroregionalne | Poziomy centralne i makroregionalne |
| Razem: | -      | 42     | Poziomy okręgowe                    | Poziomy okręgowe                    | Poziomy okręgowe                    | Poziomy okręgowe                    | Poziomy okręgowe                    | Poziomy okręgowe                    | Poziomy okręgowe                    | Poziomy okręgowe                    | Poziomy okręgowe                    |
| Razem: | 92     | 92     | Wszystkie poziomy rozgrywkowe       | Wszystkie poziomy rozgrywkowe       | Wszystkie poziomy rozgrywkowe       | Wszystkie poziomy rozgrywkowe       | Wszystkie poziomy rozgrywkowe       | Wszystkie poziomy rozgrywkowe       | Wszystkie poziomy rozgrywkowe       | Wszystkie poziomy rozgrywkowe       | Wszystkie poziomy rozgrywkowe       |

Osiągnięcia
| Rozgrywki                             | Miejsce                | Razy | Sezony                 |
| ------------------------------------- | ---------------------- | ---- | ---------------------- |
| Mistrzostwa Polski                    | 1. miejsce             | 1    | 2023/2024              |
| Mistrzostwa Polski                    | 2. miejsce             | 2    | 2016/17, 2017/18       |
| Mistrzostwa Polski                    | 3. miejsce             | 2    | 2014/15, 2024/25       |
| Puchar Polski                         | 1. miejsce – Zdobywca  | 1    | 2009/10                |
| Puchar Polski                         | 2. miejsce – Finalista | 2    | 1988/89, 2018/2019     |
| Superpuchar Polski                    | Superpuchar Polski     | 2    | 2010, 2024             |
| Mistrzostwa Polski juniorów starszych | 1. miejsce             | 4    | 1988, 1992, 2004, 2011 |
| Mistrzostwa Polski juniorów starszych | 2. miejsce             | 1    | 1981                   |
| Mistrzostwa Polski juniorów starszych | 3. miejsce             | 2    | 1982, 1996             |
| Mistrzostwa Polski juniorów młodszych | 1. miejsce             | 2    | 2000, 2018             |
| Mistrzostwa Polski juniorów młodszych | 2. miejsce             | 3    | 2006, 2007, 2010       |
| Mistrzostwa Polski juniorów młodszych | 3. miejsce             | 0    |                        |

## Bilans ligowy
| Rozgrywki ligowe - sezony                       | Rozgrywki ligowe - sezony | Rozgrywki ligowe - sezony | Rozgrywki ligowe - sezony | Rozgrywki ligowe - sezony | Rozgrywki ligowe - sezony | Rozgrywki ligowe - sezony    | Rozgrywki ligowe - sezony                     | Rozgrywki ligowe - sezony                     | Rozgrywki ligowe - sezony                     | Rozgrywki ligowe - sezony                     | Rozgrywki ligowe - sezony                     | Rozgrywki ligowe - sezony                     | Rozgrywki ligowe - sezony                     | Rozgrywki ligowe - sezony                     | Rozgrywki ligowe - sezony                     | Rozgrywki ligowe - sezony                     | Rozgrywki ligowe - sezony | Rozgrywki ligowe - sezony   | Rozgrywki ligowe - sezony   | Rozgrywki ligowe - sezony   |
| Poziomy ligowe                                  | Poziomy ligowe            | Poziomy ligowe            | Poziomy ligowe            | Poziomy ligowe            | Sezony, opis              | Sezony, opis                 | Sezony, opis                                  | Sezony, opis                                  | Sezony, opis                                  | Sezony, opis                                  | Sezony, opis                                  | Sezony, opis                                  | Sezony, opis                                  | Sezony, opis                                  | Sezony, opis                                  | Sezony, opis                                  | PP                        | Nazwa                       | Nazwa                       | Nazwa                       |
| I                                               | II                        | III                       | IV                        | V                         | Sezon                     | Liga                         | Poz.                                          | Pkt.                                          | B+                                            | B-                                            | Z                                             | R                                             | P                                             | M.                                            | B/E                                           | Uwagi/Osiągnięcia                             | PP                        | Nazwa                       | Nazwa                       | Nazwa                       |
| ----------------------------------------------- | ------------------------- | ------------------------- | ------------------------- | ------------------------- | ------------------------- | ---------------------------- | --------------------------------------------- | --------------------------------------------- | --------------------------------------------- | --------------------------------------------- | --------------------------------------------- | --------------------------------------------- | --------------------------------------------- | --------------------------------------------- | --------------------------------------------- | --------------------------------------------- | ------------------------- | --------------------------- | --------------------------- | --------------------------- |
|                                                 |                           |                           |                           |                           | 1920-23                   | Mecze towarzyskie            | Klub nie brał udziału w rozgrywkach ligowych  | Klub nie brał udziału w rozgrywkach ligowych  | Klub nie brał udziału w rozgrywkach ligowych  | Klub nie brał udziału w rozgrywkach ligowych  | Klub nie brał udziału w rozgrywkach ligowych  | Klub nie brał udziału w rozgrywkach ligowych  | Klub nie brał udziału w rozgrywkach ligowych  | Klub nie brał udziału w rozgrywkach ligowych  | Klub nie brał udziału w rozgrywkach ligowych  | Klub nie brał udziału w rozgrywkach ligowych  | x                         | WKS 42 Pułk Piechoty        | WKS 42 Pułk Piechoty        | WKS 42 Pułk Piechoty        |
| M                                               | A                         | B                         | C                         |                           | 1924                      | Klasa B                      | 1 3                                           | 8                                             | 10                                            | 1                                             | 4                                             | 0                                             | 0                                             | 4                                             |                                               | PO Białostocki                                | x                         | WKS 42 Pułk Piechoty        | WKS 42 Pułk Piechoty        | WKS 42 Pułk Piechoty        |
| M                                               | A                         | B                         | C                         | → Eliminacje do kl.A      | 1924                      | 1 4                          | 11                                            | 16                                            | 1                                             | 5                                             | 1                                             | 0                                             | 6                                             | E+                                            |                                               | PO Białostocki                                | x                         | WKS 42 Pułk Piechoty        | WKS 42 Pułk Piechoty        | WKS 42 Pułk Piechoty        |
| M                                               | A                         | B                         | C                         |                           | 1925                      | Mecze towarzyskie            | Pauza w rozgrywkach klasy A.                  | Pauza w rozgrywkach klasy A.                  | Pauza w rozgrywkach klasy A.                  | Pauza w rozgrywkach klasy A.                  | Pauza w rozgrywkach klasy A.                  | Pauza w rozgrywkach klasy A.                  | Pauza w rozgrywkach klasy A.                  | Pauza w rozgrywkach klasy A.                  | Pauza w rozgrywkach klasy A.                  | Pauza w rozgrywkach klasy A.                  | bez                       | WKS 42 Pułk Piechoty        | WKS 42 Pułk Piechoty        | WKS 42 Pułk Piechoty        |
| M                                               | A                         | B                         | C                         |                           | 1926                      | Klasa A (Wileńska)           | 3 6                                           | 10                                            | -                                             | -                                             | -                                             | -                                             | -                                             | 10                                            |                                               | Okr. Wileński*, brak tabeli.                  | x                         | WKS 42 Pułk Piechoty        | WKS 42 Pułk Piechoty        | WKS 42 Pułk Piechoty        |
| L                                               | O                         | B                         | C                         |                           | 1927                      | Liga Okr.(Warszawska)        | 1 5                                           | 14                                            | 31                                            | 13                                            | 7                                             | 0                                             | 1                                             | 8                                             | B-                                            | PO Białostocki                                | x                         | WKS 42 Pułk Piechoty        | WKS 42 Pułk Piechoty        | WKS 42 Pułk Piechoty        |
| L                                               | A                         | B                         | C                         |                           | 1928                      | Klasa B (Warszawska)         | 1 6                                           | 15                                            | 40                                            | 16                                            | 7                                             | 1                                             | 2                                             | 10                                            | B-                                            | PO Białostocki                                | x                         | WKS 42 Pułk Piechoty        | WKS 42 Pułk Piechoty        | WKS 42 Pułk Piechoty        |
| L                                               | A                         | B                         | C                         |                           | 1929                      | Klasa A (Białostocka)        | 2 6                                           | 17                                            | 32                                            | 15                                            | 8                                             | 1                                             | 1                                             | 10                                            | B+                                            | Opis                                          | x                         | WKS 42 Pułk Piechoty        | WKS 42 Pułk Piechoty        | WKS 42 Pułk Piechoty        |
| L                                               | A                         | B                         | C                         |                           | 1930                      | Klasa A                      | 1 8                                           | 21                                            | 37                                            | 14                                            | 9                                             | 3                                             | 0                                             | 14                                            |                                               | Tabela niepełna.                              | x                         | WKS 42 Pułk Piechoty        | WKS 42 Pułk Piechoty        | WKS 42 Pułk Piechoty        |
| L                                               | A                         | B                         | C                         | → Eliminacje do Ligi      | 1930                      | 2 3                          | 5                                             | 10                                            | 7                                             | 2                                             | 1                                             | 1                                             | 4+1                                           | E-                                            |                                               | x                                             |                           | WKS 42 Pułk Piechoty        | WKS 42 Pułk Piechoty        | WKS 42 Pułk Piechoty        |
| L                                               | A                         | B                         | C                         |                           | 1931                      | Klasa A                      | 2 8                                           | 20                                            | 51                                            | 18                                            | 9                                             | 2                                             | 3                                             | 14                                            |                                               |                                               | x                         | WKS 42 Pułk Piechoty        | WKS 42 Pułk Piechoty        | WKS 42 Pułk Piechoty        |
| L                                               | A                         | B                         | C                         |                           | 1932                      | Klasa A                      | 2 8                                           | 23                                            | 47                                            | 22                                            | 11                                            | 1                                             | 2                                             | 14                                            |                                               |                                               | x                         | BKS Jagiellonia             | BKS Jagiellonia             | BKS Jagiellonia             |
| L                                               | A                         | B                         | C                         |                           | 1933                      | Klasa A gr.I                 | 2 4                                           | 6                                             | 15                                            | 10                                            | 2                                             | 2                                             | 2                                             | 6                                             |                                               | Ostatecznie 3 8                               | x                         | BKS Jagiellonia             | BKS Jagiellonia             | BKS Jagiellonia             |
| L                                               | A                         | B                         | C                         |                           | 1934                      | Klasa A gr.I                 | 2 4                                           | 7                                             | 24                                            | 12                                            | 3                                             | 1                                             | 2                                             | 6                                             |                                               | Ostatecznie 3 8                               | x                         | BKS Jagiellonia             | BKS Jagiellonia             | BKS Jagiellonia             |
| L                                               | A                         | B                         | C                         |                           | 1935                      | Klasa A gr.I                 | 3 5                                           | 9                                             | 15                                            | 14                                            | 4                                             | 1                                             | 3                                             | 8                                             |                                               | Ostatecznie 5 9                               | x                         | BKS Jagiellonia             | BKS Jagiellonia             | BKS Jagiellonia             |
| L                                               | A                         | B                         | C                         |                           | 1936                      | Klasa A gr.I                 | 3                                             | 1                                             | 4                                             | 7                                             | 0                                             | 1                                             | 3                                             | 4                                             |                                               | Ostatecznie 8 9                               | x                         | WKS Jagiellonia             | WKS Jagiellonia             | WKS Jagiellonia             |
| L                                               | A                         | B                         | C                         | → Baraże o utrzymanie     | 1936                      | 2 3                          | 3                                             | 13                                            | 11                                            | 1                                             | 1                                             | 2                                             | 4                                             | B+                                            |                                               | Ostatecznie 8 9                               | x                         | WKS Jagiellonia             | WKS Jagiellonia             | WKS Jagiellonia             |
| L                                               | A                         | B                         | C                         |                           | 1936/37                   | Klasa A                      | 6 8                                           | 10                                            | 21                                            | 34                                            | 5                                             | 0                                             | 8                                             | 13                                            |                                               | Tabela niepełna.                              | x                         | WKS Jagiellonia             | WKS Jagiellonia             | WKS Jagiellonia             |
| L                                               | A                         | B                         | C                         |                           | 1937/38                   | Klasa A                      | 8                                             | Wyniki anulowane                              | Wyniki anulowane                              | Wyniki anulowane                              | Wyniki anulowane                              | Wyniki anulowane                              | Wyniki anulowane                              | Wyniki anulowane                              |                                               | Drużyna wycofana.                             | x                         | WKS Jagiellonia             | WKS Jagiellonia             | WKS Jagiellonia             |
| L                                               | A                         | B                         | C                         |                           | 1938/39                   |                              | Klub nie brał udziału w rozgrywkach ligowych. | Klub nie brał udziału w rozgrywkach ligowych. | Klub nie brał udziału w rozgrywkach ligowych. | Klub nie brał udziału w rozgrywkach ligowych. | Klub nie brał udziału w rozgrywkach ligowych. | Klub nie brał udziału w rozgrywkach ligowych. | Klub nie brał udziału w rozgrywkach ligowych. | Klub nie brał udziału w rozgrywkach ligowych. | Klub nie brał udziału w rozgrywkach ligowych. | Klub nie brał udziału w rozgrywkach ligowych. | x                         | WKS Jagiellonia             | WKS Jagiellonia             | WKS Jagiellonia             |
|                                                 |                           |                           |                           |                           | 1940-44                   |                              | Przerwa w rozgrywkach z powodu wojny.         | Przerwa w rozgrywkach z powodu wojny.         | Przerwa w rozgrywkach z powodu wojny.         | Przerwa w rozgrywkach z powodu wojny.         | Przerwa w rozgrywkach z powodu wojny.         | Przerwa w rozgrywkach z powodu wojny.         | Przerwa w rozgrywkach z powodu wojny.         | Przerwa w rozgrywkach z powodu wojny.         | Przerwa w rozgrywkach z powodu wojny.         | Przerwa w rozgrywkach z powodu wojny.         | x                         | WKS Jagiellonia             | WKS Jagiellonia             | WKS Jagiellonia             |
|                                                 |                           |                           |                           |                           | 1945                      | Mecze towarzyskie            | Reaktywacja klubu                             | Reaktywacja klubu                             | Reaktywacja klubu                             | Reaktywacja klubu                             | Reaktywacja klubu                             | Reaktywacja klubu                             | Reaktywacja klubu                             | Reaktywacja klubu                             | Reaktywacja klubu                             | Reaktywacja klubu                             | x                         | BKS Jagiellonia             | BKS Jagiellonia             | BKS Jagiellonia             |
| M                                               | O                         |                           |                           |                           | 1946                      | Mistrzostwa Okręgu           | 1 5                                           | 14                                            | 34                                            | 7                                             | 7                                             | 0                                             | 1                                             | 8                                             |                                               | Opis                                          | x                         | PKS Motor                   | PKS Motor                   | PKS Motor                   |
| M                                               | O                         | → Eliminacje              | 1 3                       | 8                         | 1946                      | 15                           | 7                                             | 3                                             | 0                                             | 1                                             | 4                                             | E+                                            |                                               |                                               |                                               | Opis                                          | x                         | PKS Motor                   | PKS Motor                   | PKS Motor                   |
| M                                               | A                         | B                         | C                         |                           | 1947                      | MP i Elim.do I ligi          | 9                                             | 0                                             | 14                                            | 109                                           | 0                                             | 0                                             | 16                                            | 16                                            |                                               | Opis                                          | x                         | PKS Motor                   | PKS Motor                   | PKS Motor                   |
| 1                                               | A                         | B                         | C                         |                           | 1948                      | Klasa A                      | 1 6                                           | 14                                            | 25                                            | 11                                            | 6                                             | 2                                             | 2                                             | 10                                            |                                               | Opis                                          | x                         | KS ZMW Wici                 | KS ZMW Wici                 | KS ZMW Wici                 |
| 1                                               | 2                         | A                         | B                         | C                         | 1949                      | Klasa A                      | 2 6                                           | 15                                            | 31                                            | 21                                            | 7                                             | 1                                             | 2                                             | 10                                            |                                               |                                               | x                         | Związkowiec                 | Związkowiec                 | Związkowiec                 |
| 1                                               | 2                         | A                         | B                         | C                         | 1949/50                   | Klasa A                      | 4 6                                           | 10                                            | 28                                            | 21                                            | 4                                             | 2                                             | 4                                             | 10                                            |                                               |                                               | x                         | Związkowiec                 | Związkowiec                 | Związkowiec                 |
| 1                                               | 2                         | W                         | P                         |                           | 1951                      | Klasa Woj. R                 | 1 5                                           | 14                                            | 34                                            | 4                                             | 7                                             | 0                                             | 0                                             | 8                                             | B+                                            | Reforma i eliminacje                          | bez                       | Budowlani                   | Budowlani                   | Budowlani                   |
| 1                                               | 2                         | W                         | P                         | → Eliminacje do 2 ligi    | 1951                      | 6                            | 0                                             | 12                                            | 70                                            | 0                                             | 0                                             | 10                                            | 10                                            | E-                                            |                                               | Reforma i eliminacje                          | bez                       | Budowlani                   | Budowlani                   | Budowlani                   |
| 1                                               | 2                         | W                         | P                         |                           | 1952                      | 1 Klasa Woj.                 | 1 8                                           | b.d.                                          | b.d.                                          | b.d.                                          | b.d.                                          | b.d.                                          | b.d.                                          | 10                                            | E-                                            | Ostatecznie 2 24                              | 1/4                       | Budowlani                   | Budowlani                   | Budowlani                   |
| 1                                               | 2                         | 3                         | A                         | B                         | 1953                      | Klasa B                      | 1 6                                           | b.d.                                          | b.d.                                          | b.d.                                          | b.d.                                          | b.d.                                          | b.d.                                          | 10                                            |                                               | Awans                                         | bd                        | Budowlani                   | Budowlani                   | Budowlani                   |
| 1                                               | 2                         | 3                         | A                         | B                         | 1953                      | → Eliminacje do kl.A         | 2 4                                           | (7)                                           | (12)                                          | (6)                                           | (3)                                           | (1)                                           | (0)                                           | 6                                             | E+                                            | Awans                                         | bd                        | Budowlani                   | Budowlani                   | Budowlani                   |
| 1                                               | 2                         | 3                         | A                         | B                         | 1954                      | Klasa A                      | 5 8                                           | 15                                            | 24                                            | 26                                            | 7                                             | 1                                             | 6                                             | 14                                            |                                               | Zmiana nazwy                                  | 1/16                      | Budowlani                   | Budowlani                   | Budowlani                   |
| 1                                               | 2                         | 3                         | A                         | B                         | 1955                      | Klasa A                      | 9 12                                          | 18                                            | 42                                            | 82                                            | 8                                             | 2                                             | 12                                            | 22                                            |                                               |                                               | bd                        | Jagiellonia                 | Jagiellonia                 | Jagiellonia                 |
| 1                                               | 2                         | 3                         | A                         | B                         | 1956                      |                              | Klub nie brał udziału w rozgrywkach ligowych. | Klub nie brał udziału w rozgrywkach ligowych. | Klub nie brał udziału w rozgrywkach ligowych. | Klub nie brał udziału w rozgrywkach ligowych. | Klub nie brał udziału w rozgrywkach ligowych. | Klub nie brał udziału w rozgrywkach ligowych. | Klub nie brał udziału w rozgrywkach ligowych. | Klub nie brał udziału w rozgrywkach ligowych. | Klub nie brał udziału w rozgrywkach ligowych. | Klub nie brał udziału w rozgrywkach ligowych. | bez                       | Jagiellonia                 | Jagiellonia                 | Jagiellonia                 |
| 1                                               | 2                         | 3                         | A                         | B                         | 1957                      | Klasa B                      | 3 10                                          | 24                                            | 66                                            | 31                                            | 12                                            | 0                                             | 6                                             | 18                                            |                                               |                                               | bd                        | Jagiellonia                 | Jagiellonia                 | Jagiellonia                 |
| 1                                               | 2                         | 3                         | A                         | B                         | 1958                      | Klasa B                      | 2 8                                           | 19                                            | b.d.                                          | b.d.                                          | b.d.                                          | b.d.                                          | b.d.                                          | 16                                            |                                               |                                               | bd                        | Jagiellonia                 | Jagiellonia                 | Jagiellonia                 |
| 1                                               | 2                         | O                         | A                         | B                         | 1959                      | Klasa A                      | 1 10                                          | 29                                            | 64                                            | 22                                            | 14                                            | 1                                             | 3                                             | 18                                            |                                               |                                               | bd                        | Jagiellonia                 | Jagiellonia                 | Jagiellonia                 |
| 1                                               | 2                         | O                         | A                         | B                         | 1960                      | Klasa Okręgowa               | 5 8                                           | 10                                            | 32                                            | 44                                            | 4                                             | 2                                             | 8                                             | 14                                            |                                               |                                               | bd                        | Jagiellonia                 | Jagiellonia                 | Jagiellonia                 |
| 1                                               | 2                         | O                         | A                         | B                         | 1960/61                   | Klasa Okręgowa               | 10                                            | 8                                             | 12                                            | 54                                            | 3                                             | 2                                             | 13                                            | 18                                            |                                               |                                               | bd                        | Jagiellonia                 | Jagiellonia                 | Jagiellonia                 |
| 1                                               | 2                         | O                         | A                         | B                         | 1961/62                   | Klasa A                      | 5 10                                          | 18                                            | 35                                            | 34                                            | 8                                             | 2                                             | 8                                             | 18                                            |                                               |                                               | bd                        | Jagiellonia                 | Jagiellonia                 | Jagiellonia                 |
| 1                                               | 2                         | O                         | A                         | B                         | 1962/63                   | Klasa A                      | 4 10                                          | 22                                            | 48                                            | 32                                            | b.d.                                          | b.d.                                          | b.d.                                          | 18                                            |                                               |                                               | bd                        | Jagiellonia                 | Jagiellonia                 | Jagiellonia                 |
| 1                                               | 2                         | O                         | A                         | B                         | 1963/64                   | Klasa A                      | 2 10                                          | 29                                            | 73                                            | 24                                            | 14                                            | 1                                             | 3                                             | 18                                            |                                               |                                               | 1/4                       | Jagiellonia                 | Jagiellonia                 | Jagiellonia                 |
| 1                                               | 2                         | O                         | A                         | B                         | 1964/65                   | Klasa A                      | 3 10                                          | 26                                            | 62                                            | 17                                            | b.d.                                          | b.d.                                          | b.d.                                          | 18                                            |                                               |                                               | bd                        | Jagiellonia                 | Jagiellonia                 | Jagiellonia                 |
| 1                                               | 2                         | O                         | A                         | B                         | 1965/66                   | Klasa A R                    | 5 12                                          | 27                                            | 57                                            | 37                                            | 13                                            | 1                                             | 8                                             | 22                                            |                                               | Reforma rozgrywek                             | bd                        | Jagiellonia                 | Jagiellonia                 | Jagiellonia                 |
| 1                                               | 2                         | 3                         | O                         | A                         | 1966/67                   | Klasa Okręgowa               | 7 12                                          | 20                                            | 34                                            | 45                                            | 7                                             | 6                                             | 9                                             | 22                                            |                                               |                                               | bd                        | Jagiellonia                 | Jagiellonia                 | Jagiellonia                 |
| 1                                               | 2                         | 3                         | O                         | A                         | 1967/68                   | Klasa Okręgowa               | 6 12                                          | 20                                            | 38                                            | 52                                            | 8                                             | 4                                             | 10                                            | 22                                            |                                               |                                               | 4R                        | Jagiellonia                 | Jagiellonia                 | Jagiellonia                 |
| 1                                               | 2                         | 3                         | O                         | A                         | 1968/69                   | Klasa Okręgowa               | 11 12                                         | 16                                            | 34                                            | 48                                            | 4                                             | 8                                             | 10                                            | 22                                            |                                               |                                               | Z                         | Jagiellonia                 | Jagiellonia                 | Jagiellonia                 |
| 1                                               | 2                         | 3                         | O                         | A                         | 1969/70                   | Klasa A                      | 1 12                                          | 37                                            | 75                                            | 23                                            | 18                                            | 1                                             | 3                                             | 22                                            |                                               |                                               | bd                        | Jagiellonia                 | Jagiellonia                 | Jagiellonia                 |
| 1                                               | 2                         | 3                         | O                         | A                         | 1970/71                   | Klasa Okręgowa               | 7 12                                          | 22                                            | 31                                            | 24                                            | 7                                             | 8                                             | 7                                             | 22                                            |                                               |                                               | bd                        | Jagiellonia                 | Jagiellonia                 | Jagiellonia                 |
| 1                                               | 2                         | 3                         | O                         | A                         | 1971/72                   | Klasa Okręgowa               | 3 12                                          | 30                                            | 40                                            | 17                                            | 11                                            | 8                                             | 3                                             | 22                                            |                                               |                                               | bd                        | Jagiellonia                 | Jagiellonia                 | Jagiellonia                 |
| 1                                               | 2                         | 3                         | O                         | A                         | 1972/73                   | Klasa Okręgowa R             | 1 12                                          | 39                                            | 91                                            | 17                                            | 19                                            | 1                                             | 2                                             | 22                                            |                                               | Brak awansu                                   | bd                        | Jagiellonia                 | Jagiellonia                 | Jagiellonia                 |
| 1                                               | 2                         | O                         | A                         | B                         | 1973/74                   | Klasa Okręgowa               | 1 14                                          | 48                                            | 90                                            | 15                                            | 23                                            | 2                                             | 1                                             | 28                                            |                                               |                                               | bd                        | Jagiellonia MKSB            | Jagiellonia MKSB            | Jagiellonia MKSB            |
| 1                                               | 2                         | O                         | A                         | B                         | 1973/74                   | → Eliminacje do 2 ligi       | 2 3                                           | 4                                             | 4                                             | 4                                             | 2                                             | 0                                             | 2                                             | 4                                             | E-                                            |                                               | bd                        | Jagiellonia MKSB            | Jagiellonia MKSB            | Jagiellonia MKSB            |
| 1                                               | 2                         | W                         | M                         | P                         | 1974/75                   | Klasa Wojewódzka             | 1 12                                          | 37                                            | 68                                            | 12                                            | 17                                            | 3                                             | 2                                             | 22                                            |                                               | Okr. PP                                       | Z                         | Jagiellonia MKSB            | Jagiellonia MKSB            | Jagiellonia MKSB            |
| 1                                               | 2                         | W                         | M                         | P                         | 1974/75                   | → Eliminacje do 2 ligi       | 1 4                                           | 9                                             | 13                                            | 6                                             | 4                                             | 1                                             | 1                                             | 6                                             | E+                                            | Okr. PP                                       | Z                         | Jagiellonia MKSB            | Jagiellonia MKSB            | Jagiellonia MKSB            |
| 1                                               | 2                         | W                         | M                         | P                         | 1975/76                   | II liga (gr. północna)       | 9 16                                          | 29                                            | 36                                            | 37                                            | 11                                            | 7                                             | 12                                            | 30                                            |                                               | Okr. PP                                       | RW                        | Jagiellonia MKSB            | Jagiellonia MKSB            | Jagiellonia MKSB            |
| 1                                               | 2                         | 3                         | A                         | B                         | 1976/77                   | II liga (gr. północna)       | 10 16                                         | 29                                            | 27                                            | 34                                            | 11                                            | 7                                             | 12                                            | 30                                            |                                               |                                               | 1R                        | Jagiellonia MKSB            | Jagiellonia MKSB            | Jagiellonia MKSB            |
| 1                                               | 2                         | 3                         | A                         | B                         | 1977/78                   | II liga (gr. północna)       | 15 16                                         | 20                                            | 29                                            | 51                                            | 7                                             | 6                                             | 17                                            | 30                                            |                                               |                                               | 1R                        | Jagiellonia MKSB            | Jagiellonia MKSB            | Jagiellonia MKSB            |
| 1                                               | 2                         | 3                         | A                         | B                         | 1978/79                   | III liga (grupa II)          | 4 14                                          | 28                                            | 38                                            | 30                                            | 13                                            | 2                                             | 11                                            | 26                                            |                                               |                                               | 2R                        | Jagiellonia MKSB            | Jagiellonia MKSB            | Jagiellonia MKSB            |
| 1                                               | 2                         | 3                         | A                         | B                         | 1979/80                   | III liga (grupa II)          | 1 15                                          | 45                                            | 51                                            | 10                                            | 18                                            | 9                                             | 1                                             | 28                                            |                                               | Okr. PP                                       | Z                         | Jagiellonia MKSB            | Jagiellonia MKSB            | Jagiellonia MKSB            |
| 1                                               | 2                         | 3                         | O                         | A                         | 1980/81                   | II liga (gr. wschodnia)      | 15 16                                         | 20                                            | 22                                            | 55                                            | 7                                             | 6                                             | 17                                            | 30                                            |                                               |                                               | 1R                        | Jagiellonia MKSB            | Jagiellonia MKSB            | Jagiellonia MKSB            |
| 1                                               | 2                         | 3                         | O                         | A                         | 1981/82                   | III liga (grupa II)          | 5 14                                          | 31                                            | 39                                            | 26                                            | 14                                            | /3                                            | 9                                             | 26                                            |                                               |                                               | 3R                        | Jagiellonia MKSB            | Jagiellonia MKSB            | Jagiellonia MKSB            |
| 1                                               | 2                         | 3                         | O                         | A                         | 1982/83                   | III liga (grupa III)         | 1 14                                          | 45                                            | 66                                            | 15                                            | 21                                            | 3                                             | 2                                             | 26                                            |                                               |                                               | F                         | Jagiellonia MKSB            | Jagiellonia MKSB            | Jagiellonia MKSB            |
| 1                                               | 2                         | 3                         | O                         | A                         | 1983/84                   | II liga (gr. wschodnia)      | 12 16                                         | 29                                            | 29                                            | 35                                            | 11                                            | 7                                             | 12                                            | 30                                            |                                               |                                               | 1/16                      | Jagiellonia MKSB            | Jagiellonia MKSB            | Jagiellonia MKSB            |
| 1                                               | 2                         | 3                         | O                         | A                         | 1984/85                   | II liga (gr. wschodnia)      | 7 16                                          | 31                                            | 27                                            | 25                                            | 11                                            | 9                                             | 10                                            | 30                                            |                                               |                                               | 2R                        | Jagiellonia MKSB            | Jagiellonia MKSB            | Jagiellonia MKSB            |
| 1                                               | 2                         | 3                         | O                         | A                         | 1985/86                   | II liga (gr. wschodnia)      | 3 16                                          | 35                                            | 36                                            | 24                                            | 12                                            | 11                                            | 7                                             | 30                                            |                                               |                                               | 2R                        | Jagiellonia MKSB            | Jagiellonia MKSB            | Jagiellonia MKSB            |
| 1                                               | 2                         | 3                         | O                         | A                         | 1986/87                   | II liga (gr. wschodnia) 3/-1 | 1 16                                          | 55                                            | 51                                            | 13                                            | 22                                            | 6                                             | 2                                             | 30                                            |                                               |                                               | 3R                        | Jagiellonia MKSB            | Jagiellonia MKSB            | Jagiellonia MKSB            |
| 1                                               | 2                         | 3                         | O                         | A                         | 1987/88                   | I liga 3/-1                  | 8 16                                          | 29                                            | 24                                            | 25                                            | 11                                            | 7                                             | 12                                            | 30                                            |                                               |                                               | 1/16                      | Jagiellonia MKSB            | Jagiellonia MKSB            | Jagiellonia MKSB            |
| 1                                               | 2                         | 3                         | O                         | A                         | 1988/89                   | I liga 3/-1                  | 8 16                                          | 29                                            | 22                                            | 27                                            | 9                                             | 12                                            | 9                                             | 30                                            |                                               | Finalista PP                                  | F                         | Jagiellonia MKSB            | Jagiellonia MKSB            | Jagiellonia MKSB            |
| 1                                               | 2                         | 3                         | O                         | A                         | 1989/90                   | I liga 3/-1                  | 16                                            | 13                                            | 19                                            | 45                                            | 3                                             | 13                                            | 14                                            | 30                                            |                                               |                                               | 1/16                      | Jagiellonia MKSB            | Jagiellonia MKSB            | Jagiellonia MKSB            |
| 1                                               | 2                         | 3                         | O                         | A                         | 1990/91                   | II liga 2                    | 3 20                                          | 48                                            | 46                                            | 29                                            | 17                                            | 14                                            | 7                                             | 38                                            | B-                                            |                                               | 1/8                       | Jagiellonia MKSB            | Jagiellonia MKSB            | Jagiellonia MKSB            |
| 1                                               | 2                         | 3                         | O                         | A                         | 1991/92                   | II liga (gr. wschodnia)      | 2 18                                          | 43                                            | 53                                            | 28                                            | 17                                            | 9                                             | 8                                             | 34                                            |                                               |                                               | 1/8                       | Jagiellonia MKSB            | Jagiellonia MKSB            | Jagiellonia MKSB            |
| 1                                               | 2                         | 3                         | O                         | A                         | 1992/93                   | I liga                       | 18                                            | 9                                             | 28                                            | 91                                            | 2                                             | 5                                             | 27                                            | 34                                            |                                               |                                               | 3R                        | MKSB Jagiellonia            | MKSB Jagiellonia            | MKSB Jagiellonia            |
| 1                                               | 2                         | 3                         | O                         | A                         | 1993/94                   | II liga (gr. wschodnia)      | 10 18                                         | 32                                            | 40                                            | 39                                            | 10                                            | 12                                            | 12                                            | 34                                            |                                               |                                               | 1/8                       | BKS Jagiellonia             | BKS Jagiellonia             | BKS Jagiellonia             |
| 1                                               | 2                         | 3                         | O                         | A                         | 1994/95                   | II liga (gr. wschodnia)      | 12 18                                         | 33                                            | 41                                            | 39                                            | 10                                            | 13                                            | 11                                            | 34                                            |                                               |                                               | 3R                        | BKS Jagiellonia             | BKS Jagiellonia             | BKS Jagiellonia             |
| 1                                               | 2                         | 3                         | O                         | A                         | 1995/96                   | II liga (gr. wschodnia) 3    | 15 18                                         | 40                                            | 35                                            | 54                                            | 12                                            | 4                                             | 18                                            | 34                                            |                                               |                                               | 3R                        | BKS Jagiellonia             | BKS Jagiellonia             | BKS Jagiellonia             |
| 1                                               | 2                         | 3                         | 4                         | O                         | 1996/97                   | III liga (gr.VII)            | 6 16                                          | 48                                            | 41                                            | 32                                            | 14                                            | 6                                             | 10                                            | 30                                            |                                               |                                               | 3R                        | BKS Jagiellonia             | BKS Jagiellonia             | BKS Jagiellonia             |
| 1                                               | 2                         | 3                         | 4                         | O                         | 1997/98                   | III liga (gr.VII) R          | 8 18                                          | 62                                            | 55                                            | 25                                            | 18                                            | 8                                             | 8                                             | 34                                            |                                               | Okr. PP / Reforma                             | Z                         | BKS Jagiellonia             | BKS Jagiellonia             | BKS Jagiellonia             |
| 1                                               | 2                         | 3                         | 4                         | O                         | 1998/99                   | IV liga                      | 4 18                                          | 62                                            | 73                                            | 39                                            | 17                                            | 11                                            | 6                                             | 34                                            |                                               |                                               | 2R                        | Jagiellonia Wersal Podlaski | Jagiellonia Wersal Podlaski | Jagiellonia Wersal Podlaski |
| 1                                               | 2                         | 3                         | 4                         | O                         | 1999/00                   | IV liga                      | 2 17                                          | 81                                            | 124                                           | 11                                            | 26                                            | 3                                             | 3                                             | 33*                                           | B+                                            | Okr. PP                                       | 2R                        | Jagiellonia Wersal Podlaski | Jagiellonia Wersal Podlaski | Jagiellonia Wersal Podlaski |
| 1                                               | 2                         | 3                         | 4                         | O                         | 2000/01                   | III liga (gr.I)              | 2 20                                          | 83                                            | 74                                            | 26                                            | 27                                            | 2                                             | 9                                             | 38                                            |                                               |                                               | 2R                        | Jagiellonia Wersal Podlaski | Jagiellonia Wersal Podlaski | Jagiellonia Wersal Podlaski |
| 1                                               | 2                         | 3                         | 4                         | O                         | 2001/02                   | II liga                      | 15 20                                         | 45                                            | 41                                            | 41                                            | 11                                            | 12                                            | 15                                            | 38                                            | PL2R                                          |                                               | bez                       | Jagiellonia Wersal Podlaski | Jagiellonia Wersal Podlaski | Jagiellonia Wersal Podlaski |
| 1                                               | 2                         | 3                         | 4                         | O                         | 2002/03                   | III Liga (gr.I)              | 1 16                                          | 67                                            | 55                                            | 18                                            | 20                                            | 7                                             | 3                                             | 30                                            |                                               | Okr. PP                                       | 2R                        | Jagiellonia Wersal Podlaski | Jagiellonia Wersal Podlaski | Jagiellonia Wersal Podlaski |
| 1                                               | 2                         | 3                         | 4                         | O                         | 2003/04                   | II liga                      | 9 18                                          | 37                                            | 35                                            | 42                                            | 10                                            | 7                                             | 13                                            | 34                                            |                                               |                                               | 1/2                       | Jagiellonia SSA↓            | Jagiellonia SSA↓            | Jagiellonia SSA↓            |
| 1                                               | 2                         | 3                         | 4                         | O                         | 2004/05                   | II liga                      | 6 18                                          | 54                                            | 45                                            | 29                                            | 14                                            | 12                                            | 8                                             | 34                                            |                                               |                                               | 1R                        | Jagiellonia SSA↓            | Jagiellonia SSA↓            | Jagiellonia SSA↓            |
| 1                                               | 2                         | 3                         | 4                         | O                         | 2005/06                   | II liga                      | 3 18                                          | 56                                            | 48                                            | 30                                            | 15                                            | 11                                            | 8                                             | 34                                            | B-                                            |                                               | 1/8                       | Europa                      | Europa                      | Europa                      |
| 1                                               | 2                         | 3                         | 4                         | O                         | 2006/07                   | II liga                      | 2 18                                          | 63                                            | 49                                            | 28                                            | 18                                            | 9                                             | 7                                             | 34                                            |                                               |                                               | 1/8                       | LM                          | LE                          | LK                          |
| 1                                               | 2                         | 3                         | 4                         | O                         | 2007/08                   | I Liga                       | 14 16                                         | 27                                            | 27                                            | 57                                            | 7                                             | 6                                             | 17                                            | 30                                            |                                               |                                               | 2R                        | -                           | -                           | x                           |
| E                                               | 1                         | 2                         | 3                         | 4                         | 2008/09                   | Ekstraklasa R                | 8 16                                          | 34                                            | 28                                            | 34                                            | 9                                             | 7                                             | 14                                            | 30                                            | PE1/4                                         |                                               | 1/8                       | -                           | -                           | x                           |
| E                                               | 1                         | 2                         | 3                         | 4                         | 2009/10                   | Ekstraklasa                  | 11 16                                         | 34                                            | 29                                            | 27                                            | 11                                            | 11                                            | 8                                             | 30                                            | PE gr                                         | PP SP                                         | Z                         | -                           | -                           | x                           |
| E                                               | 1                         | 2                         | 3                         | 4                         | 2010/11                   | Ekstraklasa                  | 4 16                                          | 48                                            | 38                                            | 32                                            | 14                                            | 6                                             | 10                                            | 30                                            |                                               |                                               | 1/14                      | -                           | 3R                          | x                           |
| E                                               | 1                         | 2                         | 3                         | 4                         | 2011/12                   | Ekstraklasa                  | 10 16                                         | 39                                            | 35                                            | 45                                            | 11                                            | 6                                             | 13                                            | 30                                            |                                               |                                               | 1/16                      | -                           | 1R                          | x                           |
| E                                               | 1                         | 2                         | 3                         | 4                         | 2012/13                   | Ekstraklasa                  | 10 16                                         | 37                                            | 31                                            | 45                                            | 8                                             | 13                                            | 9                                             | 30                                            |                                               |                                               | 1/4                       | -                           | -                           | x                           |
| E                                               | 1                         | 2                         | 3                         | 4                         | 2013/14                   | Ekstraklasa /F /2 R          | 11 16                                         | 48 29                                         | 59                                            | 58                                            | 12                                            | 12                                            | 13                                            | 37                                            |                                               |                                               | 1/2                       | -                           | -                           | x                           |
| E                                               | 1                         | 2                         | 3                         | 4                         | 2014/15                   | Ekstraklasa /F /2            | 16                                            | 65 41                                         | 59                                            | 44                                            | 19                                            | 8                                             | 10                                            | 37                                            |                                               |                                               | 1/8                       | -                           | -                           | x                           |
| E                                               | 1                         | 2                         | 3                         | 4                         | 2015/16                   | Ekstraklasa /F /2            | 11 16                                         | 45 28                                         | 46                                            | 62                                            | 13                                            | 6                                             | 18                                            | 37                                            |                                               |                                               | 1/8                       | -                           | 2R                          | x                           |
| E                                               | 1                         | 2                         | 3                         | 4                         | 2016/17                   | Ekstraklasa /F /2            | 16                                            | 71 42                                         | 64                                            | 39                                            | 21                                            | 8                                             | 8                                             | 37                                            |                                               |                                               | 1/8                       | -                           | -                           | x                           |
| E                                               | 1                         | 2                         | 3                         | 4                         | 2017/18                   | Ekstraklasa /F R             | 16                                            | 67                                            | 55                                            | 41                                            | 20                                            | 7                                             | 10                                            | 37                                            |                                               |                                               | 1/16                      | -                           | 2R                          | x                           |
| E                                               | 1                         | 2                         | 3                         | 4                         | 2018/19                   | Ekstraklasa /F               | 5 16                                          | 57                                            | 55                                            | 52                                            | 16                                            | 9                                             | 12                                            | 37                                            |                                               | Finalista PP                                  | F                         | -                           | 3R                          | x                           |
| E                                               | 1                         | 2                         | 3                         | 4                         | 2019/20                   | Ekstraklasa /F M             | 8 16                                          | 52                                            | 48                                            | 51                                            | 14                                            | 10                                            | 13                                            | 37                                            |                                               |                                               | 1/32                      | -                           | -                           | x                           |
| E                                               | 1                         | 2                         | 3                         | 4                         | 2020/21                   | Ekstraklasa M R              | 9 16                                          | 37                                            | 39                                            | 48                                            | 10                                            | 7                                             | 13                                            | 30                                            |                                               |                                               | 1/32                      | -                           | -                           | x                           |
| E                                               | 1                         | 2                         | 3                         | 4                         | 2021/22                   | Ekstraklasa M R              | 12 18                                         | 40                                            | 39                                            | 50                                            | 9                                             | 13                                            | 12                                            | 34                                            |                                               |                                               | 1/32                      | -                           | -                           | x                           |
| E                                               | 1                         | 2                         | 3                         | 4                         | 2022/23                   | Ekstraklasa M                | 14 18                                         | 41                                            | 48                                            | 49                                            | 9                                             | 14                                            | 11                                            | 34                                            |                                               |                                               | 1/16                      | -                           | -                           | x                           |
| E                                               | 1                         | 2                         | 3                         | 4                         | 2023/24                   | Ekstraklasa M                | 18                                            | 63                                            | 77                                            | 45                                            | 18                                            | 9                                             | 7                                             | 34                                            |                                               | MP                                            | 1/2                       | -                           | -                           | -                           |
| E                                               | 1                         | 2                         | 3                         | 4                         | 2024/25                   | Ekstraklasa M                | 18                                            | 61                                            | 56                                            | 42                                            | 17                                            | 10                                            | 7                                             | 34                                            |                                               | SP                                            | 1/4                       | 3R                          | PO                          | 1/4                         |
| E                                               | 1                         | 2                         | 3                         | 4                         | 2025/26                   | Ekstraklasa                  | M 18                                          |                                               |                                               |                                               |                                               |                                               |                                               |                                               |                                               |                                               | -                         | -                           | -                           | (2R)                        |
| liczba występów na danym poziomie rozgrywkowym: |                           |                           |                           |                           |                           |                              |                                               |                                               |                                               |                                               |                                               |                                               |                                               |                                               |                                               |                                               |                           |                             |                             |                             |
| 22                                              | 32                        | 18                        | 16                        | 4                         | Razem sezonów: 92         | Razem sezonów: 92            | Razem sezonów: 92                             | Razem sezonów: 92                             | Razem sezonów: 92                             | Razem sezonów: 92                             | Razem sezonów: 92                             | Razem sezonów: 92                             | Razem sezonów: 92                             | Razem sezonów: 92                             | Razem sezonów: 92                             | Razem sezonów: 92                             | Razem sezonów: 92         |                             |                             |                             |

| Legenda, opis oznaczeń | Legenda, opis oznaczeń |
| --- | --- |
| – najlepszy sezon w rozgrywkach ligowych | M - Obowiązek wystawiania co najmniej jednego młodzieżowca w składzie |
| R - reforma, reorganizacja ligi, zmiana przepisów. | LM - Rozgrywki europejskie, PP - Puchar Polski |
| 3/-1 - Od sezonu 1986/87 do 1989/90 wprowadzono nowy system punktowania, drużyna, która wygrała różnicą 3 bramek otrzymywała 3 pkt., przegrana różnicą 3 bramek (minus) – 1 pkt. W przypadku remisu bez zmian 1 pkt. Nie dotyczyło to walkowerów, gdzie przyznawano 2 pkt. za walkower w bramkach (3:0)vo. | 3 - Od sezonu 1995/1996 we wszystkich ligach obowiązywać będą nowe przepisy dotyczące punktacji, zwycięstwo 3 pkt., remis 1 pkt., porażka 0 pkt. ÷ - Punkty po sezonie zasadniczym dzielone są na dwa. |
| B- B+ - Przegrany, wygrany baraż (mecz lub dwumecz) | E- E+ - Przegrane, wygrane eliminacje (rywalizacja w grupie) |

## Statystyki sezonów i tabela wszech czasów ekstraklasy
Jagiellonia jako 56 drużyna dołączyła do grona drużyn ekstraklasowych (1 ligowych), czyli występujących na najwyższym poziomie rozgrywkowym w historii rozgrywek w Polsce.
 W swoim debiucie w sezonie 1987/88 zdobyła 29 pkt. i uplasowała się na 48. miejscu w tabeli wszech czasów ekstraklasy.
| L.p. | Sezon   | Me     | Statystyki sezonu | Statystyki sezonu | Statystyki sezonu | Statystyki sezonu | Statystyki sezonu | Statystyki sezonu | Statystyki sezonu | Statystyki sezonu | Statystyki sezonu | Tabela wszech czasów ekstraklasy | Tabela wszech czasów ekstraklasy | Tabela wszech czasów ekstraklasy | Tabela wszech czasów ekstraklasy | Tabela wszech czasów ekstraklasy | Tabela wszech czasów ekstraklasy | Tabela wszech czasów ekstraklasy | Tabela wszech czasów ekstraklasy | Tabela wszech czasów ekstraklasy | Tabela wszech czasów ekstraklasy | Tabela wszech czasów ekstraklasy |
| L.p. | Sezon   | Me     | Pkt.              | M.                | Z.                | Z3.               | R.                | P.                | P-1.              | Br+.              | Br-.              | Poz.                             | Pkt.                             | M.                               | Z.                               | Z3.                              | R.                               | P.                               | P-1.                             | Br+.                             | Br-.                             | Uwagi                            |
| ---- | ------- | ------ | ----------------- | ----------------- | ----------------- | ----------------- | ----------------- | ----------------- | ----------------- | ----------------- | ----------------- | -------------------------------- | -------------------------------- | -------------------------------- | -------------------------------- | -------------------------------- | -------------------------------- | -------------------------------- | -------------------------------- | -------------------------------- | -------------------------------- | -------------------------------- |
| 1    | 1987/88 | 8(16)  | 29                | 30                | 11                | 0                 | 7                 | 12                | 0                 | 24                | 25                | 48                               | 29                               | 30                               | 11                               | 0                                | 7                                | 12                               | 0                                | 24                               | 25                               |                                  |
| 2    | 1988/89 | 8(16)  | 29                | 30                | 9                 | 0                 | 12                | 9                 | 1                 | 22                | 27                | 42                               | 58                               | 60                               | 20                               | 0                                | 19                               | 21                               | 1                                | 46                               | 52                               |                                  |
| 3    | 1989/90 | 16(16) | 13                | 30                | 3                 | 0                 | 13                | 14                | 6                 | 19                | 45                | 41                               | 71                               | 90                               | 23                               | 0                                | 32                               | 35                               | 7                                | 65                               | 97                               |                                  |
| 4    | 1992/93 | 18(18) | 9                 | 34                | 2                 | -                 | 5                 | 27                | -                 | 28                | 91                | 41                               | 80                               | 124                              | 25                               | 0                                | 37                               | 62                               | 7                                | 93                               | 188                              |                                  |
| 5    | 2007/08 | 14(16) | 27                | 30                | 7                 | -                 | 6                 | 17                | -                 | 27                | 57                | 50                               | 107                              | 154                              | 32                               | 7                                | 43                               | 79                               | 7                                | 120                              | 245                              |                                  |
| 6    | 2008/09 | 8(16)  | 34                | 30                | 9                 | -                 | 7                 | 14                | -                 | 28                | 34                | 45                               | 141                              | 184                              | 41                               | 16                               | 50                               | 93                               | 7                                | 148                              | 279                              |                                  |
| 7    | 2009/10 | 8(16)  | 48                | 30                | 11                | -                 | 11                | 8                 | -                 | 29                | 27                | 39                               | 175                              | 214                              | 52                               | 27                               | 61                               | 101                              | 7                                | 177                              | 306                              | -10pkt.                          |
| 8    | 2010/11 | 4(16)  | 48                | 30                | 14                | -                 | 6                 | 10                | -                 | 38                | 32                | 36                               | 223                              | 244                              | 66                               | 41                               | 67                               | 111                              | 7                                | 215                              | 338                              |                                  |
| 9    | 2011/12 | 10(16) | 39                | 30                | 11                | -                 | 6                 | 13                | -                 | 35                | 45                | 33                               | 262                              | 274                              | 77                               | 52                               | 73                               | 124                              | 7                                | 250                              | 383                              |                                  |
| 10   | 2012/13 | 10(16) | 37                | 30                | 8                 | -                 | 13                | 9                 | -                 | 31                | 45                | 31                               | 299                              | 304                              | 85                               | 60                               | 86                               | 133                              | 7                                | 281                              | 428                              |                                  |
| 11   | 2013/14 | 11(16) | 48                | 37                | 12                | -                 | 12                | 13                | -                 | 59                | 58                | 26                               | 347                              | 341                              | 97                               | 72                               | 98                               | 146                              | 7                                | 340                              | 486                              |                                  |
| 12   | 2014/15 | 3(16)  | 65                | 37                | 19                | -                 | 8                 | 10                | -                 | 59                | 44                | 26                               | 412                              | 378                              | 116                              | 91                               | 106                              | 156                              | 7                                | 399                              | 530                              |                                  |
| 13   | 2015/16 | 11(16) | 45                | 37                | 13                | -                 | 6                 | 18                | -                 | 46                | 62                | 24                               | 457                              | 415                              | 129                              | 104                              | 112                              | 174                              | 7                                | 445                              | 592                              |                                  |
| 14   | 2016/17 | 2(16)  | 71                | 37                | 21                | -                 | 8                 | 8                 | -                 | 64                | 39                | 21                               | 528                              | 452                              | 150                              | 125                              | 120                              | 182                              | 7                                | 509                              | 631                              |                                  |
| 15   | 2017/18 | 2(16)  | 67                | 37                | 20                | -                 | 7                 | 10                | -                 | 55                | 41                | 19                               | 595                              | 489                              | 170                              | 145                              | 127                              | 192                              | 7                                | 564                              | 672                              |                                  |
| 16   | 2018/19 | 5(16)  | 57                | 37                | 16                | -                 | 9                 | 12                | -                 | 55                | 52                | 18                               | 652                              | 526                              | 186                              | 161                              | 136                              | 204                              | 7                                | 619                              | 724                              |                                  |
| 17   | 2019/20 | 8(16)  | 52                | 37                | 14                | -                 | 10                | 13                | -                 | 48                | 51                | 18                               | 704                              | 553                              | 200                              | 175                              | 146                              | 217                              | 7                                | 667                              | 775                              |                                  |
| 18   | 2020/21 | 9(16)  | 37                | 30                | 10                | -                 | 7                 | 13                | -                 | 39                | 48                | 18                               | 741                              | 593                              | 210                              | 185                              | 153                              | 230                              | 7                                | 706                              | 823                              |                                  |
| 19   | 2021/22 | 12(18) | 40                | 34                | 9                 | -                 | 13                | 12                | -                 | 39                | 50                | 18                               | 781                              | 627                              | 219                              | 194                              | 166                              | 242                              | 7                                | 745                              | 873                              |                                  |
| 20   | 2022/23 | 14(18) | 41                | 34                | 9                 | -                 | 14                | 11                | -                 | 48                | 49                | 18                               | 822                              | 661                              | 228                              | 203                              | 178                              | 251                              | 7                                | 793                              | 922                              |                                  |
| 21   | 2023/24 | 1(18)  | 63                | 34                | 18                | -                 | 9                 | 7                 | -                 | 77                | 45                | 16                               | 885                              | 695                              | 246                              | 221                              | 189                              | 260                              | 7                                | 870                              | 967                              |                                  |
| 22   | 2024/25 | 3(18)  | 61                | 34                | 17                | -                 | 10                | 7                 | -                 | 56                | 42                | 15                               | 946                              | 729                              | 263                              | 238                              | 199                              | 267                              | 7                                | 926                              | 1009                             |                                  |

## Bilans spotkań w Ekstraklasie
Stan na koniec sezonu 2024/2025. 
Drużyny zaznaczone kolorem występują w ekstraklasie w sezonie 2025/2026.
| Klub                       | Mecze | Zw  | Re  | Po  | Br(+) | Br(-) | Br(=) |
| -------------------------- | ----- | --- | --- | --- | ----- | ----- | ----- |
| Razem:                     | 729   | 263 | 199 | 267 | 926   | 1009  | -83   |
| Arka Gdynia                | 14    | 10  | 2   | 2   | 28    | 13    | +15   |
| Bałtyk Gdynia              | 2     | 1   | 0   | 1   | 3     | 3     | 0     |
| Cracovia                   | 37    | 14  | 11  | 12  | 47    | 48    | -1    |
| Dyskobolia Grodzisk Wlkp.  | 2     | 0   | 0   | 2   | 2     | 6     | -4    |
| GKS Bełchatów              | 14    | 3   | 5   | 6   | 10    | 16    | -6    |
| GKS Jastrzębie             | 2     | 0   | 2   | 0   | 0     | 0     | 0     |
| GKS Katowice               | 10    | 3   | 3   | 4   | 7     | 16    | -9    |
| Górnik Łęczna              | 9     | 6   | 1   | 2   | 16    | 6     | +10   |
| Górnik Wałbrzych           | 4     | 2   | 0   | 2   | 4     | 3     | +1    |
| Górnik Zabrze              | 43    | 17  | 11  | 15  | 62    | 64    | -2    |
| Hutnik Kraków              | 2     | 0   | 1   | 1   | 0     | 4     | -4    |
| Korona Kielce              | 34    | 14  | 10  | 10  | 60    | 45    | +15   |
| Lech Poznań                | 49    | 18  | 8   | 23  | 59    | 94    | -35   |
| Lechia Gdańsk              | 38    | 13  | 8   | 17  | 48    | 60    | -12   |
| Legia Warszawa             | 49    | 13  | 17  | 19  | 44    | 65    | -21   |
| Łódzki Klub Sportowy       | 18    | 8   | 5   | 5   | 26    | 17    | +9    |
| Miedź Legnica              | 4     | 2   | 1   | 1   | 8     | 3     | +3    |
| Motor Lublin               | 4     | 2   | 2   | 0   | 7     | 2     | +5    |
| Odra Wodzisław Śląski      | 6     | 2   | 2   | 2   | 11    | 10    | +1    |
| Olimpia Poznań             | 8     | 2   | 3   | 3   | 6     | 11    | -5    |
| Piast Gliwice              | 33    | 12  | 10  | 11  | 37    | 36    | +1    |
| Podbeskidzie Bielsko-Biała | 14    | 4   | 5   | 5   | 19    | 25    | -6    |
| Pogoń Szczecin             | 36    | 12  | 10  | 14  | 42    | 42    | 0     |
| Polonia Bytom              | 8     | 3   | 3   | 2   | 11    | 8     | +3    |
| Polonia Warszawa           | 10    | 5   | 2   | 3   | 11    | 12    | -1    |
| Radomiak Radom             | 8     | 4   | 3   | 1   | 17    | 9     | +8    |
| Raków Częstochowa          | 12    | 3   | 3   | 6   | 17    | 23    | -6    |
| Ruch Chorzów               | 28    | 11  | 7   | 10  | 34    | 34    | 0     |
| Sandecja Nowy Sącz         | 2     | 1   | 0   | 1   | 2     | 3     | -1    |
| Siarka Tarnobrzeg          | 2     | 0   | 0   | 2   | 0     | 5     | -5    |
| Stal Mielec                | 16    | 4   | 5   | 7   | 24    | 28    | -4    |
| Stal Stalowa Wola          | 2     | 0   | 2   | 0   | 1     | 1     | 0     |
| Szombierki Bytom           | 6     | 3   | 0   | 3   | 6     | 6     | 0     |
| Śląsk Wrocław              | 46    | 13  | 16  | 17  | 59    | 71    | -12   |
| Termalica Nieciecza        | 10    | 5   | 2   | 3   | 8     | 6     | +2    |
| Warta Poznań               | 6     | 2   | 2   | 2   | 9     | 10    | -1    |
| Widzew Łódź                | 25    | 9   | 7   | 9   | 29    | 37    | -8    |
| Wisła Płock                | 15    | 5   | 4   | 6   | 23    | 25    | -2    |
| Wisła Kraków               | 40    | 12  | 11  | 17  | 44    | 63    | -19   |
| Zagłębie Lubin             | 41    | 15  | 9   | 17  | 48    | 54    | -6    |
| Zagłębie Sosnowiec         | 6     | 3   | 2   | 1   | 11    | 8     | 3     |
| Zawisza Bydgoszcz          | 8     | 3   | 2   | 3   | 11    | 9     | +2    |
| Puszcza Niepołomice        | 4     | 2   | 2   | 0   | 10    | 5     | +5    |

Bilans meczów barażowych o awans do ekstraklasy
| Klub               | Mecze | Zw | Re | Po | Br(+) | Br(-) | Br(=) |
| ------------------ | ----- | -- | -- | -- | ----- | ----- | ----- |
| Arka Gdynia        | 2     | 0  | 0  | 2  | 1     | 4     | -3    |
| Zagłębie Sosnowiec | 2     | 1  | 0  | 1  | 2     | 2     | 0     |

## Strzelcy w Ekstraklasie
Stan na koniec sezonu 2024/2025.
| Bramki | Zawodnik/sezony* | 1 | 2 | 3 | 4 | 5 | 6 | 7 | 8 | 9 | 10 | 11 | 12 | 13 | 14 | 15 | 16 | 17 | 18 | 19 | 20 | 21 | 22 | 23 |
| ------ | --- | --- | --- | --- | --- | --- | --- | --- | --- | --- | --- | --- | --- | --- | --- | --- | --- | --- | --- | --- | --- | --- | --- | --- |
| 83     | Jesús Imaz | | | | | | | | | | | | | | | | 10 | 11 | 11 | 9 | 14 | 12 | 16 | |
| 53     | Tomasz Frankowski | | | | 1 | | 6 | 11 | 14 | 15 | 6 | | | | | | | | | | | | | |
| 30     | Taras Romanczuk | | | | | | | | | | | | 4 | 3 | 5 | 5 | 1 | 3 | 2 | 3 | 1 | 1 | 2 | |
| 24     | Przemysław Frankowski | | | | | | | | | | | | 3 | 6 | 8 | 4 | 3 | | | | | | | |
| 24     | Fedor Černych | | | | | | | | | | | | | 3 | 12 | 3 | | | 1 | 4 | 1 | | | |
| 21     | Mateusz Piątkowski | | | | | | | | | | | 7 | 14 | | | | | | | | | | | |
| 22     | Afimico Pululu | | | | | | | | | | | | | | | | | | | | | 12 | 10 | |
| 20     | Jacek Bayer | 11 | 9 | | | | | | | | | | | | | | | | | | | | | |
| 20     | Dani Quintana | | | | | | | | | | 4 | 15 | 1 | | | | | | | | | | | |
| 20     | Konstantin Vassiljev | | | | | | | | | | | | | 7 | 13 | | | | | | | | | |
| 20     | Karol Świderski | | | | | | | | | | | | 1 | 4 | 2 | 5 | 8 | | | | | | | |
| 20     | Arvydas Novikovas | | | | | | | | | | | | | | 3 | 9 | 8 | | | | | | | |
| 18     | Maciej Gajos | | | | | | | | | | 2 | 4 | 8 | 4 | | | | | | | | | | |
| 18     | Marc Gual | | | | | | | | | | | | | | | | | | | 3 | 15 | | | |
| 17     | Cillian Sheridan | | | | | | | | | | | | | | 8 | 6 | 3 | | | | | | | |
| 17     | Nené | | | | | | | | | | | | | | | | | | | | 5 | 9 | 3 | |
| 16     | Patryk Tuszyński | | | | | | | | | | | | 15 | 1 | | | | | | | | | | |
| 16     | Jakov Puljić | | | | | | | | | | | | | | | | | 5 | 11 | | | | | |
| 15     | Dawid Plizga | | | | | | | | | 2 | 5 | 8 | | | | | | | | | | | | |
| 14     | Kamil Grosicki | | | | | | 4 | 4 | 6 | | | | | | | | | | | | | | | |
| 12     | Tomasz Kupisz | | | | | | | | 5 | 5 | 1 | | | | | | | | | | 1 | | | |
| 12     | Bartłomiej Wdowik | | | | | | | | | | | | | | | | | | 2 | | | 10 | | |
| 12     | Kristoffer Hansen | | | | | | | | | | | | | | | | | | | | | 9 | 3 | |
| 11     | Tomáš Přikryl | | | | | | | | | | | | | | | | | 2 | 2 | 6 | 1 | | | |
| 10     | Andrzej Ambrożej | 3 | | 2 | 5 | | | | | | | | | | | | | | | | | | | |
| 10     | Bartosz Bida | | | | | | | | | | | | | | | | | 5 | 2 | 3 | | | | |
| 9      | Ivan Runje | | | | | | | | | | | | | | 2 | 1 | 3 | 3 | | | | | | |
| 9      | Maciej Makuszewski | | | | | | | | 1 | 3 | 1 | | | | | | | 1 | 3 | | | | | |
| 9      | Martin Pospíšil | | | | | | | | | | | | | | | 5 | 1 | 2 | 1 | | | | | |
| 8      | Dariusz Czykier | 5 | 3 | | | | | | | | | | | | | | | | | | | | | |
| 8      | Vuk Sotirović | | | | | 8 | | | | | | | | | | | | | | | | | | |
| 8      | Patryk Klimala | | | | | | | | | | | | | | | | 1 | 7 | | | | | | |
| 7      | Bekim Balaj | | | | | | | | | | | 7 | | | | | | | | | | | | |
| 7      | Nika Dzalamidze | | | | | | | | | | 4 | | 3 | | | | | | | | | | | |
| 7      | Roman Bezjak | | | | | | | | | | | | | | | 3 | 4 | | | | | | | |
| 6      | Rafał Grzyb | | | | | | | | | 1 | | 3 | | 1 | 1 | | | | | | | | | |
| 6      | Jerzy Leszczyk | 2 | 4 | | | | | | | | | | | | | | | | | | | | | |
| 6      | Andrius Skerla | | | | | | | 1 | 3 | 2 | | | | | | | | | | | | | | |
| 6      | Remigiusz Sobociński | | | | | 6 | | | | | | | | | | | | | | | | | | |
| 6      | Janusz Szugzda | | 1 | 2 | 3 | | | | | | | | | | | | | | | | | | | |
| 6      | Jan Pawłowski | | | | | | | | | 1 | | 3 | 2 | | | | | | | | | | | |
| 6      | Piotr Grzelczak | | | | | | | | | | | | | 6 | | | | | | | | | | |
| 6      | Dominik Marczuk | | | | | | | | | | | | | | | | | | | | | 6 | | |
| 6      | Mateusz Skrzypczak | | | | | | | | | | | | | | | | | | | | 1 | 3 | 2 | |
| 6      | José Naranjo | | | | | | | | | | | | | | | | | | | | | 6 | | |
| 6      | Jarosław Kubicki | | | | | | | | | | | | | | | | | | | | | 1 | 5 | |
| 5      | Adam Dźwigała | | | | | | | | | | 1 | 4 | | | | | | | | | | | | |
| 5      | Łukasz Sekulski | | | | | | | | | | | | | 1 | | 4 | | | | | | | | |
| 5      | Sławomir Głębocki | | 2 | 1 | 2 | | | | | | | | | | | | | | | | | | | |
| 5      | Bartosz Kwiecień | | | | | | | | | | | | | | | 3 | 1 | 1 | | | | | | |
| 5      | Darko Czurlinow | | | | | | | | | | | | | | | | | | | | | | 5 | |
| 4      | Remigiusz Jezierski | | | | | | | 4 | | | | | | | | | | | | | | | | |
| 4      | Alexis Norambuena | | | | | | | | | 1 | 2 | 1 | | | | | | | | | | | | |
| 4      | Ryszard Ostrowski | | | | 4 | | | | | | | | | | | | | | | | | | | |
| 4      | Euzebiusz Smolarek | | | | | | | | | | 4 | | | | | | | | | | | | | |
| 4      | Łukasz Tumicz | | | | | 2 | 2 | | | | | | | | | | | | | | | | | |
| 4      | Paweł Zawistowski | | | | | | 4 | | | | | | | | | | | | | | | | | |
| 4      | Michał Pazdan | | | | | | | | | | 1 | | 2 | | | | | | | | 1 | | | |
| 4      | Przemysław Mystkowski | | | | | | | | | | | | 1 | | | | 1 | 1 | 1 | | | | | |
| 3      | Piotr Tomasik, Jacek Góralski, Dmytro Chomczenowski, Ensar Arifović, Dariusz Jarecki, Piotr Prabucki, Thiago Cionek, Ermin Seratlić, Zbigniew Szugzda, Igors Tarasovs, Wiesław Romaniuk, Bogdan Țîru, Israel Puerto, Jakub Lewicki, Lamine Diaby-Fadiga | Piotr Tomasik, Jacek Góralski, Dmytro Chomczenowski, Ensar Arifović, Dariusz Jarecki, Piotr Prabucki, Thiago Cionek, Ermin Seratlić, Zbigniew Szugzda, Igors Tarasovs, Wiesław Romaniuk, Bogdan Țîru, Israel Puerto, Jakub Lewicki, Lamine Diaby-Fadiga | Piotr Tomasik, Jacek Góralski, Dmytro Chomczenowski, Ensar Arifović, Dariusz Jarecki, Piotr Prabucki, Thiago Cionek, Ermin Seratlić, Zbigniew Szugzda, Igors Tarasovs, Wiesław Romaniuk, Bogdan Țîru, Israel Puerto, Jakub Lewicki, Lamine Diaby-Fadiga | Piotr Tomasik, Jacek Góralski, Dmytro Chomczenowski, Ensar Arifović, Dariusz Jarecki, Piotr Prabucki, Thiago Cionek, Ermin Seratlić, Zbigniew Szugzda, Igors Tarasovs, Wiesław Romaniuk, Bogdan Țîru, Israel Puerto, Jakub Lewicki, Lamine Diaby-Fadiga | Piotr Tomasik, Jacek Góralski, Dmytro Chomczenowski, Ensar Arifović, Dariusz Jarecki, Piotr Prabucki, Thiago Cionek, Ermin Seratlić, Zbigniew Szugzda, Igors Tarasovs, Wiesław Romaniuk, Bogdan Țîru, Israel Puerto, Jakub Lewicki, Lamine Diaby-Fadiga | Piotr Tomasik, Jacek Góralski, Dmytro Chomczenowski, Ensar Arifović, Dariusz Jarecki, Piotr Prabucki, Thiago Cionek, Ermin Seratlić, Zbigniew Szugzda, Igors Tarasovs, Wiesław Romaniuk, Bogdan Țîru, Israel Puerto, Jakub Lewicki, Lamine Diaby-Fadiga | Piotr Tomasik, Jacek Góralski, Dmytro Chomczenowski, Ensar Arifović, Dariusz Jarecki, Piotr Prabucki, Thiago Cionek, Ermin Seratlić, Zbigniew Szugzda, Igors Tarasovs, Wiesław Romaniuk, Bogdan Țîru, Israel Puerto, Jakub Lewicki, Lamine Diaby-Fadiga | Piotr Tomasik, Jacek Góralski, Dmytro Chomczenowski, Ensar Arifović, Dariusz Jarecki, Piotr Prabucki, Thiago Cionek, Ermin Seratlić, Zbigniew Szugzda, Igors Tarasovs, Wiesław Romaniuk, Bogdan Țîru, Israel Puerto, Jakub Lewicki, Lamine Diaby-Fadiga | Piotr Tomasik, Jacek Góralski, Dmytro Chomczenowski, Ensar Arifović, Dariusz Jarecki, Piotr Prabucki, Thiago Cionek, Ermin Seratlić, Zbigniew Szugzda, Igors Tarasovs, Wiesław Romaniuk, Bogdan Țîru, Israel Puerto, Jakub Lewicki, Lamine Diaby-Fadiga | Piotr Tomasik, Jacek Góralski, Dmytro Chomczenowski, Ensar Arifović, Dariusz Jarecki, Piotr Prabucki, Thiago Cionek, Ermin Seratlić, Zbigniew Szugzda, Igors Tarasovs, Wiesław Romaniuk, Bogdan Țîru, Israel Puerto, Jakub Lewicki, Lamine Diaby-Fadiga | Piotr Tomasik, Jacek Góralski, Dmytro Chomczenowski, Ensar Arifović, Dariusz Jarecki, Piotr Prabucki, Thiago Cionek, Ermin Seratlić, Zbigniew Szugzda, Igors Tarasovs, Wiesław Romaniuk, Bogdan Țîru, Israel Puerto, Jakub Lewicki, Lamine Diaby-Fadiga | Piotr Tomasik, Jacek Góralski, Dmytro Chomczenowski, Ensar Arifović, Dariusz Jarecki, Piotr Prabucki, Thiago Cionek, Ermin Seratlić, Zbigniew Szugzda, Igors Tarasovs, Wiesław Romaniuk, Bogdan Țîru, Israel Puerto, Jakub Lewicki, Lamine Diaby-Fadiga | Piotr Tomasik, Jacek Góralski, Dmytro Chomczenowski, Ensar Arifović, Dariusz Jarecki, Piotr Prabucki, Thiago Cionek, Ermin Seratlić, Zbigniew Szugzda, Igors Tarasovs, Wiesław Romaniuk, Bogdan Țîru, Israel Puerto, Jakub Lewicki, Lamine Diaby-Fadiga | Piotr Tomasik, Jacek Góralski, Dmytro Chomczenowski, Ensar Arifović, Dariusz Jarecki, Piotr Prabucki, Thiago Cionek, Ermin Seratlić, Zbigniew Szugzda, Igors Tarasovs, Wiesław Romaniuk, Bogdan Țîru, Israel Puerto, Jakub Lewicki, Lamine Diaby-Fadiga | Piotr Tomasik, Jacek Góralski, Dmytro Chomczenowski, Ensar Arifović, Dariusz Jarecki, Piotr Prabucki, Thiago Cionek, Ermin Seratlić, Zbigniew Szugzda, Igors Tarasovs, Wiesław Romaniuk, Bogdan Țîru, Israel Puerto, Jakub Lewicki, Lamine Diaby-Fadiga | Piotr Tomasik, Jacek Góralski, Dmytro Chomczenowski, Ensar Arifović, Dariusz Jarecki, Piotr Prabucki, Thiago Cionek, Ermin Seratlić, Zbigniew Szugzda, Igors Tarasovs, Wiesław Romaniuk, Bogdan Țîru, Israel Puerto, Jakub Lewicki, Lamine Diaby-Fadiga | Piotr Tomasik, Jacek Góralski, Dmytro Chomczenowski, Ensar Arifović, Dariusz Jarecki, Piotr Prabucki, Thiago Cionek, Ermin Seratlić, Zbigniew Szugzda, Igors Tarasovs, Wiesław Romaniuk, Bogdan Țîru, Israel Puerto, Jakub Lewicki, Lamine Diaby-Fadiga | Piotr Tomasik, Jacek Góralski, Dmytro Chomczenowski, Ensar Arifović, Dariusz Jarecki, Piotr Prabucki, Thiago Cionek, Ermin Seratlić, Zbigniew Szugzda, Igors Tarasovs, Wiesław Romaniuk, Bogdan Țîru, Israel Puerto, Jakub Lewicki, Lamine Diaby-Fadiga | Piotr Tomasik, Jacek Góralski, Dmytro Chomczenowski, Ensar Arifović, Dariusz Jarecki, Piotr Prabucki, Thiago Cionek, Ermin Seratlić, Zbigniew Szugzda, Igors Tarasovs, Wiesław Romaniuk, Bogdan Țîru, Israel Puerto, Jakub Lewicki, Lamine Diaby-Fadiga | Piotr Tomasik, Jacek Góralski, Dmytro Chomczenowski, Ensar Arifović, Dariusz Jarecki, Piotr Prabucki, Thiago Cionek, Ermin Seratlić, Zbigniew Szugzda, Igors Tarasovs, Wiesław Romaniuk, Bogdan Țîru, Israel Puerto, Jakub Lewicki, Lamine Diaby-Fadiga | Piotr Tomasik, Jacek Góralski, Dmytro Chomczenowski, Ensar Arifović, Dariusz Jarecki, Piotr Prabucki, Thiago Cionek, Ermin Seratlić, Zbigniew Szugzda, Igors Tarasovs, Wiesław Romaniuk, Bogdan Țîru, Israel Puerto, Jakub Lewicki, Lamine Diaby-Fadiga | Piotr Tomasik, Jacek Góralski, Dmytro Chomczenowski, Ensar Arifović, Dariusz Jarecki, Piotr Prabucki, Thiago Cionek, Ermin Seratlić, Zbigniew Szugzda, Igors Tarasovs, Wiesław Romaniuk, Bogdan Țîru, Israel Puerto, Jakub Lewicki, Lamine Diaby-Fadiga | Piotr Tomasik, Jacek Góralski, Dmytro Chomczenowski, Ensar Arifović, Dariusz Jarecki, Piotr Prabucki, Thiago Cionek, Ermin Seratlić, Zbigniew Szugzda, Igors Tarasovs, Wiesław Romaniuk, Bogdan Țîru, Israel Puerto, Jakub Lewicki, Lamine Diaby-Fadiga | Piotr Tomasik, Jacek Góralski, Dmytro Chomczenowski, Ensar Arifović, Dariusz Jarecki, Piotr Prabucki, Thiago Cionek, Ermin Seratlić, Zbigniew Szugzda, Igors Tarasovs, Wiesław Romaniuk, Bogdan Țîru, Israel Puerto, Jakub Lewicki, Lamine Diaby-Fadiga |
| 2      | Martin Baran, Jarosław Bartnowski, Marcin Burkhardt, Marek Citko, Bruno Coutinho Martins, Tomasz Giedrojć, Tadas Kijanskas, Gintaras Kviliūnas, Aleksander Kwiek, Jarosław Lato, Mariusz Lisowski, Hermes Neves Soares, Everton, Grzegorz Rasiak, Marco Reich, Pavol Staňo, Grzegorz Szeliga, Łukasz Tymiński, Karol Mackiewicz, Piotr Wlazło, Łukasz Burliga, Jakub Wójcicki, Nemanja Mitrović, Marko Poletanović, Guilherme Sityá, Juan Cámara, Mateusz Kowalski, Diego Carioca, Kaan Caliskaner, Miki Villar, Norbert Wojtuszek | Martin Baran, Jarosław Bartnowski, Marcin Burkhardt, Marek Citko, Bruno Coutinho Martins, Tomasz Giedrojć, Tadas Kijanskas, Gintaras Kviliūnas, Aleksander Kwiek, Jarosław Lato, Mariusz Lisowski, Hermes Neves Soares, Everton, Grzegorz Rasiak, Marco Reich, Pavol Staňo, Grzegorz Szeliga, Łukasz Tymiński, Karol Mackiewicz, Piotr Wlazło, Łukasz Burliga, Jakub Wójcicki, Nemanja Mitrović, Marko Poletanović, Guilherme Sityá, Juan Cámara, Mateusz Kowalski, Diego Carioca, Kaan Caliskaner, Miki Villar, Norbert Wojtuszek | Martin Baran, Jarosław Bartnowski, Marcin Burkhardt, Marek Citko, Bruno Coutinho Martins, Tomasz Giedrojć, Tadas Kijanskas, Gintaras Kviliūnas, Aleksander Kwiek, Jarosław Lato, Mariusz Lisowski, Hermes Neves Soares, Everton, Grzegorz Rasiak, Marco Reich, Pavol Staňo, Grzegorz Szeliga, Łukasz Tymiński, Karol Mackiewicz, Piotr Wlazło, Łukasz Burliga, Jakub Wójcicki, Nemanja Mitrović, Marko Poletanović, Guilherme Sityá, Juan Cámara, Mateusz Kowalski, Diego Carioca, Kaan Caliskaner, Miki Villar, Norbert Wojtuszek | Martin Baran, Jarosław Bartnowski, Marcin Burkhardt, Marek Citko, Bruno Coutinho Martins, Tomasz Giedrojć, Tadas Kijanskas, Gintaras Kviliūnas, Aleksander Kwiek, Jarosław Lato, Mariusz Lisowski, Hermes Neves Soares, Everton, Grzegorz Rasiak, Marco Reich, Pavol Staňo, Grzegorz Szeliga, Łukasz Tymiński, Karol Mackiewicz, Piotr Wlazło, Łukasz Burliga, Jakub Wójcicki, Nemanja Mitrović, Marko Poletanović, Guilherme Sityá, Juan Cámara, Mateusz Kowalski, Diego Carioca, Kaan Caliskaner, Miki Villar, Norbert Wojtuszek | Martin Baran, Jarosław Bartnowski, Marcin Burkhardt, Marek Citko, Bruno Coutinho Martins, Tomasz Giedrojć, Tadas Kijanskas, Gintaras Kviliūnas, Aleksander Kwiek, Jarosław Lato, Mariusz Lisowski, Hermes Neves Soares, Everton, Grzegorz Rasiak, Marco Reich, Pavol Staňo, Grzegorz Szeliga, Łukasz Tymiński, Karol Mackiewicz, Piotr Wlazło, Łukasz Burliga, Jakub Wójcicki, Nemanja Mitrović, Marko Poletanović, Guilherme Sityá, Juan Cámara, Mateusz Kowalski, Diego Carioca, Kaan Caliskaner, Miki Villar, Norbert Wojtuszek | Martin Baran, Jarosław Bartnowski, Marcin Burkhardt, Marek Citko, Bruno Coutinho Martins, Tomasz Giedrojć, Tadas Kijanskas, Gintaras Kviliūnas, Aleksander Kwiek, Jarosław Lato, Mariusz Lisowski, Hermes Neves Soares, Everton, Grzegorz Rasiak, Marco Reich, Pavol Staňo, Grzegorz Szeliga, Łukasz Tymiński, Karol Mackiewicz, Piotr Wlazło, Łukasz Burliga, Jakub Wójcicki, Nemanja Mitrović, Marko Poletanović, Guilherme Sityá, Juan Cámara, Mateusz Kowalski, Diego Carioca, Kaan Caliskaner, Miki Villar, Norbert Wojtuszek | Martin Baran, Jarosław Bartnowski, Marcin Burkhardt, Marek Citko, Bruno Coutinho Martins, Tomasz Giedrojć, Tadas Kijanskas, Gintaras Kviliūnas, Aleksander Kwiek, Jarosław Lato, Mariusz Lisowski, Hermes Neves Soares, Everton, Grzegorz Rasiak, Marco Reich, Pavol Staňo, Grzegorz Szeliga, Łukasz Tymiński, Karol Mackiewicz, Piotr Wlazło, Łukasz Burliga, Jakub Wójcicki, Nemanja Mitrović, Marko Poletanović, Guilherme Sityá, Juan Cámara, Mateusz Kowalski, Diego Carioca, Kaan Caliskaner, Miki Villar, Norbert Wojtuszek | Martin Baran, Jarosław Bartnowski, Marcin Burkhardt, Marek Citko, Bruno Coutinho Martins, Tomasz Giedrojć, Tadas Kijanskas, Gintaras Kviliūnas, Aleksander Kwiek, Jarosław Lato, Mariusz Lisowski, Hermes Neves Soares, Everton, Grzegorz Rasiak, Marco Reich, Pavol Staňo, Grzegorz Szeliga, Łukasz Tymiński, Karol Mackiewicz, Piotr Wlazło, Łukasz Burliga, Jakub Wójcicki, Nemanja Mitrović, Marko Poletanović, Guilherme Sityá, Juan Cámara, Mateusz Kowalski, Diego Carioca, Kaan Caliskaner, Miki Villar, Norbert Wojtuszek | Martin Baran, Jarosław Bartnowski, Marcin Burkhardt, Marek Citko, Bruno Coutinho Martins, Tomasz Giedrojć, Tadas Kijanskas, Gintaras Kviliūnas, Aleksander Kwiek, Jarosław Lato, Mariusz Lisowski, Hermes Neves Soares, Everton, Grzegorz Rasiak, Marco Reich, Pavol Staňo, Grzegorz Szeliga, Łukasz Tymiński, Karol Mackiewicz, Piotr Wlazło, Łukasz Burliga, Jakub Wójcicki, Nemanja Mitrović, Marko Poletanović, Guilherme Sityá, Juan Cámara, Mateusz Kowalski, Diego Carioca, Kaan Caliskaner, Miki Villar, Norbert Wojtuszek | Martin Baran, Jarosław Bartnowski, Marcin Burkhardt, Marek Citko, Bruno Coutinho Martins, Tomasz Giedrojć, Tadas Kijanskas, Gintaras Kviliūnas, Aleksander Kwiek, Jarosław Lato, Mariusz Lisowski, Hermes Neves Soares, Everton, Grzegorz Rasiak, Marco Reich, Pavol Staňo, Grzegorz Szeliga, Łukasz Tymiński, Karol Mackiewicz, Piotr Wlazło, Łukasz Burliga, Jakub Wójcicki, Nemanja Mitrović, Marko Poletanović, Guilherme Sityá, Juan Cámara, Mateusz Kowalski, Diego Carioca, Kaan Caliskaner, Miki Villar, Norbert Wojtuszek | Martin Baran, Jarosław Bartnowski, Marcin Burkhardt, Marek Citko, Bruno Coutinho Martins, Tomasz Giedrojć, Tadas Kijanskas, Gintaras Kviliūnas, Aleksander Kwiek, Jarosław Lato, Mariusz Lisowski, Hermes Neves Soares, Everton, Grzegorz Rasiak, Marco Reich, Pavol Staňo, Grzegorz Szeliga, Łukasz Tymiński, Karol Mackiewicz, Piotr Wlazło, Łukasz Burliga, Jakub Wójcicki, Nemanja Mitrović, Marko Poletanović, Guilherme Sityá, Juan Cámara, Mateusz Kowalski, Diego Carioca, Kaan Caliskaner, Miki Villar, Norbert Wojtuszek | Martin Baran, Jarosław Bartnowski, Marcin Burkhardt, Marek Citko, Bruno Coutinho Martins, Tomasz Giedrojć, Tadas Kijanskas, Gintaras Kviliūnas, Aleksander Kwiek, Jarosław Lato, Mariusz Lisowski, Hermes Neves Soares, Everton, Grzegorz Rasiak, Marco Reich, Pavol Staňo, Grzegorz Szeliga, Łukasz Tymiński, Karol Mackiewicz, Piotr Wlazło, Łukasz Burliga, Jakub Wójcicki, Nemanja Mitrović, Marko Poletanović, Guilherme Sityá, Juan Cámara, Mateusz Kowalski, Diego Carioca, Kaan Caliskaner, Miki Villar, Norbert Wojtuszek | Martin Baran, Jarosław Bartnowski, Marcin Burkhardt, Marek Citko, Bruno Coutinho Martins, Tomasz Giedrojć, Tadas Kijanskas, Gintaras Kviliūnas, Aleksander Kwiek, Jarosław Lato, Mariusz Lisowski, Hermes Neves Soares, Everton, Grzegorz Rasiak, Marco Reich, Pavol Staňo, Grzegorz Szeliga, Łukasz Tymiński, Karol Mackiewicz, Piotr Wlazło, Łukasz Burliga, Jakub Wójcicki, Nemanja Mitrović, Marko Poletanović, Guilherme Sityá, Juan Cámara, Mateusz Kowalski, Diego Carioca, Kaan Caliskaner, Miki Villar, Norbert Wojtuszek | Martin Baran, Jarosław Bartnowski, Marcin Burkhardt, Marek Citko, Bruno Coutinho Martins, Tomasz Giedrojć, Tadas Kijanskas, Gintaras Kviliūnas, Aleksander Kwiek, Jarosław Lato, Mariusz Lisowski, Hermes Neves Soares, Everton, Grzegorz Rasiak, Marco Reich, Pavol Staňo, Grzegorz Szeliga, Łukasz Tymiński, Karol Mackiewicz, Piotr Wlazło, Łukasz Burliga, Jakub Wójcicki, Nemanja Mitrović, Marko Poletanović, Guilherme Sityá, Juan Cámara, Mateusz Kowalski, Diego Carioca, Kaan Caliskaner, Miki Villar, Norbert Wojtuszek | Martin Baran, Jarosław Bartnowski, Marcin Burkhardt, Marek Citko, Bruno Coutinho Martins, Tomasz Giedrojć, Tadas Kijanskas, Gintaras Kviliūnas, Aleksander Kwiek, Jarosław Lato, Mariusz Lisowski, Hermes Neves Soares, Everton, Grzegorz Rasiak, Marco Reich, Pavol Staňo, Grzegorz Szeliga, Łukasz Tymiński, Karol Mackiewicz, Piotr Wlazło, Łukasz Burliga, Jakub Wójcicki, Nemanja Mitrović, Marko Poletanović, Guilherme Sityá, Juan Cámara, Mateusz Kowalski, Diego Carioca, Kaan Caliskaner, Miki Villar, Norbert Wojtuszek | Martin Baran, Jarosław Bartnowski, Marcin Burkhardt, Marek Citko, Bruno Coutinho Martins, Tomasz Giedrojć, Tadas Kijanskas, Gintaras Kviliūnas, Aleksander Kwiek, Jarosław Lato, Mariusz Lisowski, Hermes Neves Soares, Everton, Grzegorz Rasiak, Marco Reich, Pavol Staňo, Grzegorz Szeliga, Łukasz Tymiński, Karol Mackiewicz, Piotr Wlazło, Łukasz Burliga, Jakub Wójcicki, Nemanja Mitrović, Marko Poletanović, Guilherme Sityá, Juan Cámara, Mateusz Kowalski, Diego Carioca, Kaan Caliskaner, Miki Villar, Norbert Wojtuszek | Martin Baran, Jarosław Bartnowski, Marcin Burkhardt, Marek Citko, Bruno Coutinho Martins, Tomasz Giedrojć, Tadas Kijanskas, Gintaras Kviliūnas, Aleksander Kwiek, Jarosław Lato, Mariusz Lisowski, Hermes Neves Soares, Everton, Grzegorz Rasiak, Marco Reich, Pavol Staňo, Grzegorz Szeliga, Łukasz Tymiński, Karol Mackiewicz, Piotr Wlazło, Łukasz Burliga, Jakub Wójcicki, Nemanja Mitrović, Marko Poletanović, Guilherme Sityá, Juan Cámara, Mateusz Kowalski, Diego Carioca, Kaan Caliskaner, Miki Villar, Norbert Wojtuszek | Martin Baran, Jarosław Bartnowski, Marcin Burkhardt, Marek Citko, Bruno Coutinho Martins, Tomasz Giedrojć, Tadas Kijanskas, Gintaras Kviliūnas, Aleksander Kwiek, Jarosław Lato, Mariusz Lisowski, Hermes Neves Soares, Everton, Grzegorz Rasiak, Marco Reich, Pavol Staňo, Grzegorz Szeliga, Łukasz Tymiński, Karol Mackiewicz, Piotr Wlazło, Łukasz Burliga, Jakub Wójcicki, Nemanja Mitrović, Marko Poletanović, Guilherme Sityá, Juan Cámara, Mateusz Kowalski, Diego Carioca, Kaan Caliskaner, Miki Villar, Norbert Wojtuszek | Martin Baran, Jarosław Bartnowski, Marcin Burkhardt, Marek Citko, Bruno Coutinho Martins, Tomasz Giedrojć, Tadas Kijanskas, Gintaras Kviliūnas, Aleksander Kwiek, Jarosław Lato, Mariusz Lisowski, Hermes Neves Soares, Everton, Grzegorz Rasiak, Marco Reich, Pavol Staňo, Grzegorz Szeliga, Łukasz Tymiński, Karol Mackiewicz, Piotr Wlazło, Łukasz Burliga, Jakub Wójcicki, Nemanja Mitrović, Marko Poletanović, Guilherme Sityá, Juan Cámara, Mateusz Kowalski, Diego Carioca, Kaan Caliskaner, Miki Villar, Norbert Wojtuszek | Martin Baran, Jarosław Bartnowski, Marcin Burkhardt, Marek Citko, Bruno Coutinho Martins, Tomasz Giedrojć, Tadas Kijanskas, Gintaras Kviliūnas, Aleksander Kwiek, Jarosław Lato, Mariusz Lisowski, Hermes Neves Soares, Everton, Grzegorz Rasiak, Marco Reich, Pavol Staňo, Grzegorz Szeliga, Łukasz Tymiński, Karol Mackiewicz, Piotr Wlazło, Łukasz Burliga, Jakub Wójcicki, Nemanja Mitrović, Marko Poletanović, Guilherme Sityá, Juan Cámara, Mateusz Kowalski, Diego Carioca, Kaan Caliskaner, Miki Villar, Norbert Wojtuszek | Martin Baran, Jarosław Bartnowski, Marcin Burkhardt, Marek Citko, Bruno Coutinho Martins, Tomasz Giedrojć, Tadas Kijanskas, Gintaras Kviliūnas, Aleksander Kwiek, Jarosław Lato, Mariusz Lisowski, Hermes Neves Soares, Everton, Grzegorz Rasiak, Marco Reich, Pavol Staňo, Grzegorz Szeliga, Łukasz Tymiński, Karol Mackiewicz, Piotr Wlazło, Łukasz Burliga, Jakub Wójcicki, Nemanja Mitrović, Marko Poletanović, Guilherme Sityá, Juan Cámara, Mateusz Kowalski, Diego Carioca, Kaan Caliskaner, Miki Villar, Norbert Wojtuszek | Martin Baran, Jarosław Bartnowski, Marcin Burkhardt, Marek Citko, Bruno Coutinho Martins, Tomasz Giedrojć, Tadas Kijanskas, Gintaras Kviliūnas, Aleksander Kwiek, Jarosław Lato, Mariusz Lisowski, Hermes Neves Soares, Everton, Grzegorz Rasiak, Marco Reich, Pavol Staňo, Grzegorz Szeliga, Łukasz Tymiński, Karol Mackiewicz, Piotr Wlazło, Łukasz Burliga, Jakub Wójcicki, Nemanja Mitrović, Marko Poletanović, Guilherme Sityá, Juan Cámara, Mateusz Kowalski, Diego Carioca, Kaan Caliskaner, Miki Villar, Norbert Wojtuszek | Martin Baran, Jarosław Bartnowski, Marcin Burkhardt, Marek Citko, Bruno Coutinho Martins, Tomasz Giedrojć, Tadas Kijanskas, Gintaras Kviliūnas, Aleksander Kwiek, Jarosław Lato, Mariusz Lisowski, Hermes Neves Soares, Everton, Grzegorz Rasiak, Marco Reich, Pavol Staňo, Grzegorz Szeliga, Łukasz Tymiński, Karol Mackiewicz, Piotr Wlazło, Łukasz Burliga, Jakub Wójcicki, Nemanja Mitrović, Marko Poletanović, Guilherme Sityá, Juan Cámara, Mateusz Kowalski, Diego Carioca, Kaan Caliskaner, Miki Villar, Norbert Wojtuszek | Martin Baran, Jarosław Bartnowski, Marcin Burkhardt, Marek Citko, Bruno Coutinho Martins, Tomasz Giedrojć, Tadas Kijanskas, Gintaras Kviliūnas, Aleksander Kwiek, Jarosław Lato, Mariusz Lisowski, Hermes Neves Soares, Everton, Grzegorz Rasiak, Marco Reich, Pavol Staňo, Grzegorz Szeliga, Łukasz Tymiński, Karol Mackiewicz, Piotr Wlazło, Łukasz Burliga, Jakub Wójcicki, Nemanja Mitrović, Marko Poletanović, Guilherme Sityá, Juan Cámara, Mateusz Kowalski, Diego Carioca, Kaan Caliskaner, Miki Villar, Norbert Wojtuszek |
| 1      | Daniel Bogusz, Jacek Chańko, Mariusz Dzienis, Jarosław Gierejkiewicz, Bartosz Jurkowski, Damir Kojašević, Igor Lewczuk, Jacek Markiewicz, Szymon Matuszek, Jarosław Michalewicz, Henryk Mojsa, Mariusz Piekarski, Tomasz Porębski, Robert Szczot, Andrzej Szymanek, Marcin Truszkowski, Ugochukwu Ukah, Marek Wasiluk, Marcin Wincel, Marek Witkowski, Piotr Zajączkowski, Filip Modelski, Sebastian Madera, Dawid Szymonowicz, Maciej Górski, Gutieri Tomelin, Dawid Szymański, Lukas Klemenz, Mile Savković, Andrej Kadlec, Ariel Borysiuk, Ognjen Mudrinski, Bojan Nastić, Błażej Augustyn, Michał Żyro, Karol Struski, Miłosz Matysik, Andrzej Trubeha, Maciej Bortniczuk, Wojciech Łaski, Michal Sáček, Aurélien Nguiamba, Tomás Silva, Oskar Pietuszewski | Daniel Bogusz, Jacek Chańko, Mariusz Dzienis, Jarosław Gierejkiewicz, Bartosz Jurkowski, Damir Kojašević, Igor Lewczuk, Jacek Markiewicz, Szymon Matuszek, Jarosław Michalewicz, Henryk Mojsa, Mariusz Piekarski, Tomasz Porębski, Robert Szczot, Andrzej Szymanek, Marcin Truszkowski, Ugochukwu Ukah, Marek Wasiluk, Marcin Wincel, Marek Witkowski, Piotr Zajączkowski, Filip Modelski, Sebastian Madera, Dawid Szymonowicz, Maciej Górski, Gutieri Tomelin, Dawid Szymański, Lukas Klemenz, Mile Savković, Andrej Kadlec, Ariel Borysiuk, Ognjen Mudrinski, Bojan Nastić, Błażej Augustyn, Michał Żyro, Karol Struski, Miłosz Matysik, Andrzej Trubeha, Maciej Bortniczuk, Wojciech Łaski, Michal Sáček, Aurélien Nguiamba, Tomás Silva, Oskar Pietuszewski | Daniel Bogusz, Jacek Chańko, Mariusz Dzienis, Jarosław Gierejkiewicz, Bartosz Jurkowski, Damir Kojašević, Igor Lewczuk, Jacek Markiewicz, Szymon Matuszek, Jarosław Michalewicz, Henryk Mojsa, Mariusz Piekarski, Tomasz Porębski, Robert Szczot, Andrzej Szymanek, Marcin Truszkowski, Ugochukwu Ukah, Marek Wasiluk, Marcin Wincel, Marek Witkowski, Piotr Zajączkowski, Filip Modelski, Sebastian Madera, Dawid Szymonowicz, Maciej Górski, Gutieri Tomelin, Dawid Szymański, Lukas Klemenz, Mile Savković, Andrej Kadlec, Ariel Borysiuk, Ognjen Mudrinski, Bojan Nastić, Błażej Augustyn, Michał Żyro, Karol Struski, Miłosz Matysik, Andrzej Trubeha, Maciej Bortniczuk, Wojciech Łaski, Michal Sáček, Aurélien Nguiamba, Tomás Silva, Oskar Pietuszewski | Daniel Bogusz, Jacek Chańko, Mariusz Dzienis, Jarosław Gierejkiewicz, Bartosz Jurkowski, Damir Kojašević, Igor Lewczuk, Jacek Markiewicz, Szymon Matuszek, Jarosław Michalewicz, Henryk Mojsa, Mariusz Piekarski, Tomasz Porębski, Robert Szczot, Andrzej Szymanek, Marcin Truszkowski, Ugochukwu Ukah, Marek Wasiluk, Marcin Wincel, Marek Witkowski, Piotr Zajączkowski, Filip Modelski, Sebastian Madera, Dawid Szymonowicz, Maciej Górski, Gutieri Tomelin, Dawid Szymański, Lukas Klemenz, Mile Savković, Andrej Kadlec, Ariel Borysiuk, Ognjen Mudrinski, Bojan Nastić, Błażej Augustyn, Michał Żyro, Karol Struski, Miłosz Matysik, Andrzej Trubeha, Maciej Bortniczuk, Wojciech Łaski, Michal Sáček, Aurélien Nguiamba, Tomás Silva, Oskar Pietuszewski | Daniel Bogusz, Jacek Chańko, Mariusz Dzienis, Jarosław Gierejkiewicz, Bartosz Jurkowski, Damir Kojašević, Igor Lewczuk, Jacek Markiewicz, Szymon Matuszek, Jarosław Michalewicz, Henryk Mojsa, Mariusz Piekarski, Tomasz Porębski, Robert Szczot, Andrzej Szymanek, Marcin Truszkowski, Ugochukwu Ukah, Marek Wasiluk, Marcin Wincel, Marek Witkowski, Piotr Zajączkowski, Filip Modelski, Sebastian Madera, Dawid Szymonowicz, Maciej Górski, Gutieri Tomelin, Dawid Szymański, Lukas Klemenz, Mile Savković, Andrej Kadlec, Ariel Borysiuk, Ognjen Mudrinski, Bojan Nastić, Błażej Augustyn, Michał Żyro, Karol Struski, Miłosz Matysik, Andrzej Trubeha, Maciej Bortniczuk, Wojciech Łaski, Michal Sáček, Aurélien Nguiamba, Tomás Silva, Oskar Pietuszewski | Daniel Bogusz, Jacek Chańko, Mariusz Dzienis, Jarosław Gierejkiewicz, Bartosz Jurkowski, Damir Kojašević, Igor Lewczuk, Jacek Markiewicz, Szymon Matuszek, Jarosław Michalewicz, Henryk Mojsa, Mariusz Piekarski, Tomasz Porębski, Robert Szczot, Andrzej Szymanek, Marcin Truszkowski, Ugochukwu Ukah, Marek Wasiluk, Marcin Wincel, Marek Witkowski, Piotr Zajączkowski, Filip Modelski, Sebastian Madera, Dawid Szymonowicz, Maciej Górski, Gutieri Tomelin, Dawid Szymański, Lukas Klemenz, Mile Savković, Andrej Kadlec, Ariel Borysiuk, Ognjen Mudrinski, Bojan Nastić, Błażej Augustyn, Michał Żyro, Karol Struski, Miłosz Matysik, Andrzej Trubeha, Maciej Bortniczuk, Wojciech Łaski, Michal Sáček, Aurélien Nguiamba, Tomás Silva, Oskar Pietuszewski | Daniel Bogusz, Jacek Chańko, Mariusz Dzienis, Jarosław Gierejkiewicz, Bartosz Jurkowski, Damir Kojašević, Igor Lewczuk, Jacek Markiewicz, Szymon Matuszek, Jarosław Michalewicz, Henryk Mojsa, Mariusz Piekarski, Tomasz Porębski, Robert Szczot, Andrzej Szymanek, Marcin Truszkowski, Ugochukwu Ukah, Marek Wasiluk, Marcin Wincel, Marek Witkowski, Piotr Zajączkowski, Filip Modelski, Sebastian Madera, Dawid Szymonowicz, Maciej Górski, Gutieri Tomelin, Dawid Szymański, Lukas Klemenz, Mile Savković, Andrej Kadlec, Ariel Borysiuk, Ognjen Mudrinski, Bojan Nastić, Błażej Augustyn, Michał Żyro, Karol Struski, Miłosz Matysik, Andrzej Trubeha, Maciej Bortniczuk, Wojciech Łaski, Michal Sáček, Aurélien Nguiamba, Tomás Silva, Oskar Pietuszewski | Daniel Bogusz, Jacek Chańko, Mariusz Dzienis, Jarosław Gierejkiewicz, Bartosz Jurkowski, Damir Kojašević, Igor Lewczuk, Jacek Markiewicz, Szymon Matuszek, Jarosław Michalewicz, Henryk Mojsa, Mariusz Piekarski, Tomasz Porębski, Robert Szczot, Andrzej Szymanek, Marcin Truszkowski, Ugochukwu Ukah, Marek Wasiluk, Marcin Wincel, Marek Witkowski, Piotr Zajączkowski, Filip Modelski, Sebastian Madera, Dawid Szymonowicz, Maciej Górski, Gutieri Tomelin, Dawid Szymański, Lukas Klemenz, Mile Savković, Andrej Kadlec, Ariel Borysiuk, Ognjen Mudrinski, Bojan Nastić, Błażej Augustyn, Michał Żyro, Karol Struski, Miłosz Matysik, Andrzej Trubeha, Maciej Bortniczuk, Wojciech Łaski, Michal Sáček, Aurélien Nguiamba, Tomás Silva, Oskar Pietuszewski | Daniel Bogusz, Jacek Chańko, Mariusz Dzienis, Jarosław Gierejkiewicz, Bartosz Jurkowski, Damir Kojašević, Igor Lewczuk, Jacek Markiewicz, Szymon Matuszek, Jarosław Michalewicz, Henryk Mojsa, Mariusz Piekarski, Tomasz Porębski, Robert Szczot, Andrzej Szymanek, Marcin Truszkowski, Ugochukwu Ukah, Marek Wasiluk, Marcin Wincel, Marek Witkowski, Piotr Zajączkowski, Filip Modelski, Sebastian Madera, Dawid Szymonowicz, Maciej Górski, Gutieri Tomelin, Dawid Szymański, Lukas Klemenz, Mile Savković, Andrej Kadlec, Ariel Borysiuk, Ognjen Mudrinski, Bojan Nastić, Błażej Augustyn, Michał Żyro, Karol Struski, Miłosz Matysik, Andrzej Trubeha, Maciej Bortniczuk, Wojciech Łaski, Michal Sáček, Aurélien Nguiamba, Tomás Silva, Oskar Pietuszewski | Daniel Bogusz, Jacek Chańko, Mariusz Dzienis, Jarosław Gierejkiewicz, Bartosz Jurkowski, Damir Kojašević, Igor Lewczuk, Jacek Markiewicz, Szymon Matuszek, Jarosław Michalewicz, Henryk Mojsa, Mariusz Piekarski, Tomasz Porębski, Robert Szczot, Andrzej Szymanek, Marcin Truszkowski, Ugochukwu Ukah, Marek Wasiluk, Marcin Wincel, Marek Witkowski, Piotr Zajączkowski, Filip Modelski, Sebastian Madera, Dawid Szymonowicz, Maciej Górski, Gutieri Tomelin, Dawid Szymański, Lukas Klemenz, Mile Savković, Andrej Kadlec, Ariel Borysiuk, Ognjen Mudrinski, Bojan Nastić, Błażej Augustyn, Michał Żyro, Karol Struski, Miłosz Matysik, Andrzej Trubeha, Maciej Bortniczuk, Wojciech Łaski, Michal Sáček, Aurélien Nguiamba, Tomás Silva, Oskar Pietuszewski | Daniel Bogusz, Jacek Chańko, Mariusz Dzienis, Jarosław Gierejkiewicz, Bartosz Jurkowski, Damir Kojašević, Igor Lewczuk, Jacek Markiewicz, Szymon Matuszek, Jarosław Michalewicz, Henryk Mojsa, Mariusz Piekarski, Tomasz Porębski, Robert Szczot, Andrzej Szymanek, Marcin Truszkowski, Ugochukwu Ukah, Marek Wasiluk, Marcin Wincel, Marek Witkowski, Piotr Zajączkowski, Filip Modelski, Sebastian Madera, Dawid Szymonowicz, Maciej Górski, Gutieri Tomelin, Dawid Szymański, Lukas Klemenz, Mile Savković, Andrej Kadlec, Ariel Borysiuk, Ognjen Mudrinski, Bojan Nastić, Błażej Augustyn, Michał Żyro, Karol Struski, Miłosz Matysik, Andrzej Trubeha, Maciej Bortniczuk, Wojciech Łaski, Michal Sáček, Aurélien Nguiamba, Tomás Silva, Oskar Pietuszewski | Daniel Bogusz, Jacek Chańko, Mariusz Dzienis, Jarosław Gierejkiewicz, Bartosz Jurkowski, Damir Kojašević, Igor Lewczuk, Jacek Markiewicz, Szymon Matuszek, Jarosław Michalewicz, Henryk Mojsa, Mariusz Piekarski, Tomasz Porębski, Robert Szczot, Andrzej Szymanek, Marcin Truszkowski, Ugochukwu Ukah, Marek Wasiluk, Marcin Wincel, Marek Witkowski, Piotr Zajączkowski, Filip Modelski, Sebastian Madera, Dawid Szymonowicz, Maciej Górski, Gutieri Tomelin, Dawid Szymański, Lukas Klemenz, Mile Savković, Andrej Kadlec, Ariel Borysiuk, Ognjen Mudrinski, Bojan Nastić, Błażej Augustyn, Michał Żyro, Karol Struski, Miłosz Matysik, Andrzej Trubeha, Maciej Bortniczuk, Wojciech Łaski, Michal Sáček, Aurélien Nguiamba, Tomás Silva, Oskar Pietuszewski | Daniel Bogusz, Jacek Chańko, Mariusz Dzienis, Jarosław Gierejkiewicz, Bartosz Jurkowski, Damir Kojašević, Igor Lewczuk, Jacek Markiewicz, Szymon Matuszek, Jarosław Michalewicz, Henryk Mojsa, Mariusz Piekarski, Tomasz Porębski, Robert Szczot, Andrzej Szymanek, Marcin Truszkowski, Ugochukwu Ukah, Marek Wasiluk, Marcin Wincel, Marek Witkowski, Piotr Zajączkowski, Filip Modelski, Sebastian Madera, Dawid Szymonowicz, Maciej Górski, Gutieri Tomelin, Dawid Szymański, Lukas Klemenz, Mile Savković, Andrej Kadlec, Ariel Borysiuk, Ognjen Mudrinski, Bojan Nastić, Błażej Augustyn, Michał Żyro, Karol Struski, Miłosz Matysik, Andrzej Trubeha, Maciej Bortniczuk, Wojciech Łaski, Michal Sáček, Aurélien Nguiamba, Tomás Silva, Oskar Pietuszewski | Daniel Bogusz, Jacek Chańko, Mariusz Dzienis, Jarosław Gierejkiewicz, Bartosz Jurkowski, Damir Kojašević, Igor Lewczuk, Jacek Markiewicz, Szymon Matuszek, Jarosław Michalewicz, Henryk Mojsa, Mariusz Piekarski, Tomasz Porębski, Robert Szczot, Andrzej Szymanek, Marcin Truszkowski, Ugochukwu Ukah, Marek Wasiluk, Marcin Wincel, Marek Witkowski, Piotr Zajączkowski, Filip Modelski, Sebastian Madera, Dawid Szymonowicz, Maciej Górski, Gutieri Tomelin, Dawid Szymański, Lukas Klemenz, Mile Savković, Andrej Kadlec, Ariel Borysiuk, Ognjen Mudrinski, Bojan Nastić, Błażej Augustyn, Michał Żyro, Karol Struski, Miłosz Matysik, Andrzej Trubeha, Maciej Bortniczuk, Wojciech Łaski, Michal Sáček, Aurélien Nguiamba, Tomás Silva, Oskar Pietuszewski | Daniel Bogusz, Jacek Chańko, Mariusz Dzienis, Jarosław Gierejkiewicz, Bartosz Jurkowski, Damir Kojašević, Igor Lewczuk, Jacek Markiewicz, Szymon Matuszek, Jarosław Michalewicz, Henryk Mojsa, Mariusz Piekarski, Tomasz Porębski, Robert Szczot, Andrzej Szymanek, Marcin Truszkowski, Ugochukwu Ukah, Marek Wasiluk, Marcin Wincel, Marek Witkowski, Piotr Zajączkowski, Filip Modelski, Sebastian Madera, Dawid Szymonowicz, Maciej Górski, Gutieri Tomelin, Dawid Szymański, Lukas Klemenz, Mile Savković, Andrej Kadlec, Ariel Borysiuk, Ognjen Mudrinski, Bojan Nastić, Błażej Augustyn, Michał Żyro, Karol Struski, Miłosz Matysik, Andrzej Trubeha, Maciej Bortniczuk, Wojciech Łaski, Michal Sáček, Aurélien Nguiamba, Tomás Silva, Oskar Pietuszewski | Daniel Bogusz, Jacek Chańko, Mariusz Dzienis, Jarosław Gierejkiewicz, Bartosz Jurkowski, Damir Kojašević, Igor Lewczuk, Jacek Markiewicz, Szymon Matuszek, Jarosław Michalewicz, Henryk Mojsa, Mariusz Piekarski, Tomasz Porębski, Robert Szczot, Andrzej Szymanek, Marcin Truszkowski, Ugochukwu Ukah, Marek Wasiluk, Marcin Wincel, Marek Witkowski, Piotr Zajączkowski, Filip Modelski, Sebastian Madera, Dawid Szymonowicz, Maciej Górski, Gutieri Tomelin, Dawid Szymański, Lukas Klemenz, Mile Savković, Andrej Kadlec, Ariel Borysiuk, Ognjen Mudrinski, Bojan Nastić, Błażej Augustyn, Michał Żyro, Karol Struski, Miłosz Matysik, Andrzej Trubeha, Maciej Bortniczuk, Wojciech Łaski, Michal Sáček, Aurélien Nguiamba, Tomás Silva, Oskar Pietuszewski | Daniel Bogusz, Jacek Chańko, Mariusz Dzienis, Jarosław Gierejkiewicz, Bartosz Jurkowski, Damir Kojašević, Igor Lewczuk, Jacek Markiewicz, Szymon Matuszek, Jarosław Michalewicz, Henryk Mojsa, Mariusz Piekarski, Tomasz Porębski, Robert Szczot, Andrzej Szymanek, Marcin Truszkowski, Ugochukwu Ukah, Marek Wasiluk, Marcin Wincel, Marek Witkowski, Piotr Zajączkowski, Filip Modelski, Sebastian Madera, Dawid Szymonowicz, Maciej Górski, Gutieri Tomelin, Dawid Szymański, Lukas Klemenz, Mile Savković, Andrej Kadlec, Ariel Borysiuk, Ognjen Mudrinski, Bojan Nastić, Błażej Augustyn, Michał Żyro, Karol Struski, Miłosz Matysik, Andrzej Trubeha, Maciej Bortniczuk, Wojciech Łaski, Michal Sáček, Aurélien Nguiamba, Tomás Silva, Oskar Pietuszewski | Daniel Bogusz, Jacek Chańko, Mariusz Dzienis, Jarosław Gierejkiewicz, Bartosz Jurkowski, Damir Kojašević, Igor Lewczuk, Jacek Markiewicz, Szymon Matuszek, Jarosław Michalewicz, Henryk Mojsa, Mariusz Piekarski, Tomasz Porębski, Robert Szczot, Andrzej Szymanek, Marcin Truszkowski, Ugochukwu Ukah, Marek Wasiluk, Marcin Wincel, Marek Witkowski, Piotr Zajączkowski, Filip Modelski, Sebastian Madera, Dawid Szymonowicz, Maciej Górski, Gutieri Tomelin, Dawid Szymański, Lukas Klemenz, Mile Savković, Andrej Kadlec, Ariel Borysiuk, Ognjen Mudrinski, Bojan Nastić, Błażej Augustyn, Michał Żyro, Karol Struski, Miłosz Matysik, Andrzej Trubeha, Maciej Bortniczuk, Wojciech Łaski, Michal Sáček, Aurélien Nguiamba, Tomás Silva, Oskar Pietuszewski | Daniel Bogusz, Jacek Chańko, Mariusz Dzienis, Jarosław Gierejkiewicz, Bartosz Jurkowski, Damir Kojašević, Igor Lewczuk, Jacek Markiewicz, Szymon Matuszek, Jarosław Michalewicz, Henryk Mojsa, Mariusz Piekarski, Tomasz Porębski, Robert Szczot, Andrzej Szymanek, Marcin Truszkowski, Ugochukwu Ukah, Marek Wasiluk, Marcin Wincel, Marek Witkowski, Piotr Zajączkowski, Filip Modelski, Sebastian Madera, Dawid Szymonowicz, Maciej Górski, Gutieri Tomelin, Dawid Szymański, Lukas Klemenz, Mile Savković, Andrej Kadlec, Ariel Borysiuk, Ognjen Mudrinski, Bojan Nastić, Błażej Augustyn, Michał Żyro, Karol Struski, Miłosz Matysik, Andrzej Trubeha, Maciej Bortniczuk, Wojciech Łaski, Michal Sáček, Aurélien Nguiamba, Tomás Silva, Oskar Pietuszewski | Daniel Bogusz, Jacek Chańko, Mariusz Dzienis, Jarosław Gierejkiewicz, Bartosz Jurkowski, Damir Kojašević, Igor Lewczuk, Jacek Markiewicz, Szymon Matuszek, Jarosław Michalewicz, Henryk Mojsa, Mariusz Piekarski, Tomasz Porębski, Robert Szczot, Andrzej Szymanek, Marcin Truszkowski, Ugochukwu Ukah, Marek Wasiluk, Marcin Wincel, Marek Witkowski, Piotr Zajączkowski, Filip Modelski, Sebastian Madera, Dawid Szymonowicz, Maciej Górski, Gutieri Tomelin, Dawid Szymański, Lukas Klemenz, Mile Savković, Andrej Kadlec, Ariel Borysiuk, Ognjen Mudrinski, Bojan Nastić, Błażej Augustyn, Michał Żyro, Karol Struski, Miłosz Matysik, Andrzej Trubeha, Maciej Bortniczuk, Wojciech Łaski, Michal Sáček, Aurélien Nguiamba, Tomás Silva, Oskar Pietuszewski | Daniel Bogusz, Jacek Chańko, Mariusz Dzienis, Jarosław Gierejkiewicz, Bartosz Jurkowski, Damir Kojašević, Igor Lewczuk, Jacek Markiewicz, Szymon Matuszek, Jarosław Michalewicz, Henryk Mojsa, Mariusz Piekarski, Tomasz Porębski, Robert Szczot, Andrzej Szymanek, Marcin Truszkowski, Ugochukwu Ukah, Marek Wasiluk, Marcin Wincel, Marek Witkowski, Piotr Zajączkowski, Filip Modelski, Sebastian Madera, Dawid Szymonowicz, Maciej Górski, Gutieri Tomelin, Dawid Szymański, Lukas Klemenz, Mile Savković, Andrej Kadlec, Ariel Borysiuk, Ognjen Mudrinski, Bojan Nastić, Błażej Augustyn, Michał Żyro, Karol Struski, Miłosz Matysik, Andrzej Trubeha, Maciej Bortniczuk, Wojciech Łaski, Michal Sáček, Aurélien Nguiamba, Tomás Silva, Oskar Pietuszewski | Daniel Bogusz, Jacek Chańko, Mariusz Dzienis, Jarosław Gierejkiewicz, Bartosz Jurkowski, Damir Kojašević, Igor Lewczuk, Jacek Markiewicz, Szymon Matuszek, Jarosław Michalewicz, Henryk Mojsa, Mariusz Piekarski, Tomasz Porębski, Robert Szczot, Andrzej Szymanek, Marcin Truszkowski, Ugochukwu Ukah, Marek Wasiluk, Marcin Wincel, Marek Witkowski, Piotr Zajączkowski, Filip Modelski, Sebastian Madera, Dawid Szymonowicz, Maciej Górski, Gutieri Tomelin, Dawid Szymański, Lukas Klemenz, Mile Savković, Andrej Kadlec, Ariel Borysiuk, Ognjen Mudrinski, Bojan Nastić, Błażej Augustyn, Michał Żyro, Karol Struski, Miłosz Matysik, Andrzej Trubeha, Maciej Bortniczuk, Wojciech Łaski, Michal Sáček, Aurélien Nguiamba, Tomás Silva, Oskar Pietuszewski | Daniel Bogusz, Jacek Chańko, Mariusz Dzienis, Jarosław Gierejkiewicz, Bartosz Jurkowski, Damir Kojašević, Igor Lewczuk, Jacek Markiewicz, Szymon Matuszek, Jarosław Michalewicz, Henryk Mojsa, Mariusz Piekarski, Tomasz Porębski, Robert Szczot, Andrzej Szymanek, Marcin Truszkowski, Ugochukwu Ukah, Marek Wasiluk, Marcin Wincel, Marek Witkowski, Piotr Zajączkowski, Filip Modelski, Sebastian Madera, Dawid Szymonowicz, Maciej Górski, Gutieri Tomelin, Dawid Szymański, Lukas Klemenz, Mile Savković, Andrej Kadlec, Ariel Borysiuk, Ognjen Mudrinski, Bojan Nastić, Błażej Augustyn, Michał Żyro, Karol Struski, Miłosz Matysik, Andrzej Trubeha, Maciej Bortniczuk, Wojciech Łaski, Michal Sáček, Aurélien Nguiamba, Tomás Silva, Oskar Pietuszewski | Daniel Bogusz, Jacek Chańko, Mariusz Dzienis, Jarosław Gierejkiewicz, Bartosz Jurkowski, Damir Kojašević, Igor Lewczuk, Jacek Markiewicz, Szymon Matuszek, Jarosław Michalewicz, Henryk Mojsa, Mariusz Piekarski, Tomasz Porębski, Robert Szczot, Andrzej Szymanek, Marcin Truszkowski, Ugochukwu Ukah, Marek Wasiluk, Marcin Wincel, Marek Witkowski, Piotr Zajączkowski, Filip Modelski, Sebastian Madera, Dawid Szymonowicz, Maciej Górski, Gutieri Tomelin, Dawid Szymański, Lukas Klemenz, Mile Savković, Andrej Kadlec, Ariel Borysiuk, Ognjen Mudrinski, Bojan Nastić, Błażej Augustyn, Michał Żyro, Karol Struski, Miłosz Matysik, Andrzej Trubeha, Maciej Bortniczuk, Wojciech Łaski, Michal Sáček, Aurélien Nguiamba, Tomás Silva, Oskar Pietuszewski |
| 19     | Bramki samobójcze | | | 1 | 1 | 1 | 1 | 1 | 1 | | | 1 | 1 | 1 | 1 | 2 | 2 | 2 | | | 3 | 2 | 1 | |
| 3      | Walkower | | | | | | | | | | | 3 | | | | | | | | | | | | |

- W tabeli oznaczenia kolumn 1,2,3... kolejno sezony 1987/88, 1988/89, 1989/90, 1992/93, 2007/08, 2008/09, 2009/10, 2010/11, 2011/12, 2012/13, 2014/15, 2015/16, 2016/17, 2017/18, 2018/19, 2019/20, 2020/21, 2021/22, 2022/23, 2023/24, 2024/25, 2025/26.
- Jarosław Michalewicz pierwszym strzelcem bramki w ekstraklasie.
- Nazwisko w kolorze różowym lub kursywą – zawodnik obecnie występujący w składzie zespołu.
- Kolor czerwony – Król strzelców, Tomasz Frankowski i Marc Gual.

## Zawodnicy, występy
| Najwięcej meczów w ekstraklasie Stan na koniec sezonu 2024/25 | Najwięcej meczów w ekstraklasie Stan na koniec sezonu 2024/25 | Najwięcej meczów w ekstraklasie Stan na koniec sezonu 2024/25 |
| Lp.                                                           | Występy                                                       | Zawodnik                                                      |
| ------------------------------------------------------------- | ------------------------------------------------------------- | ------------------------------------------------------------- |
| 1                                                             | 328                                                           | Taras Romanczuk                                               |
| 2                                                             | 242                                                           | Rafał Grzyb                                                   |
| 3                                                             | 189                                                           | Jesús Imaz                                                    |
| 4                                                             | 182                                                           | Martin Pospíšil                                               |
| 5                                                             | 146                                                           | Alexis Norambuena                                             |
| 6                                                             | 143                                                           | Fedor Černych                                                 |
| 7                                                             | 140                                                           | Przemysław Frankowski                                         |
| 8                                                             | 138                                                           | Ivan Runje                                                    |
| 9                                                             | 133                                                           | Tomasz Kupisz                                                 |
| 10                                                            | 127                                                           | Michał Pazdan                                                 |
| 11                                                            | 120                                                           | Tomasz Frankowski                                             |
| 12                                                            | 113                                                           | Jarosław Bartnowski                                           |
| 12                                                            | 113                                                           | Karol Świderski                                               |
| 14                                                            | 112                                                           | Bartłomiej Wdowik                                             |

| Najwięcej występów w historii Jagiellonii Wszystkie rozgrywki, Stan na koniec sezonu 2024/25 | Najwięcej występów w historii Jagiellonii Wszystkie rozgrywki, Stan na koniec sezonu 2024/25 | Najwięcej występów w historii Jagiellonii Wszystkie rozgrywki, Stan na koniec sezonu 2024/25 | Najwięcej występów w historii Jagiellonii Wszystkie rozgrywki, Stan na koniec sezonu 2024/25 |
| Lp.                                                                                          | Występy                                                                                      | Zawodnik                                                                                     |                                                                                              |
| -------------------------------------------------------------------------------------------- | -------------------------------------------------------------------------------------------- | -------------------------------------------------------------------------------------------- | -------------------------------------------------------------------------------------------- |
| 1                                                                                            | 379                                                                                          | Taras Romanczuk                                                                              |                                                                                              |
| 2                                                                                            | 342                                                                                          | Ryszard Ostrowski                                                                            |                                                                                              |
| 3                                                                                            | 332                                                                                          | Jarosław Bartnowski                                                                          |                                                                                              |
| 3                                                                                            | 332                                                                                          | Mirosław Sowiński                                                                            |                                                                                              |
| 5                                                                                            | 325                                                                                          | Janusz Szugzda                                                                               |                                                                                              |
| 6                                                                                            | 293                                                                                          | Zbigniew Szugzda                                                                             |                                                                                              |
| 7                                                                                            | 280                                                                                          | Andrzej Ambrożej                                                                             |                                                                                              |
| 8                                                                                            | 273                                                                                          | Rafał Grzyb                                                                                  |                                                                                              |
| 9                                                                                            | 266                                                                                          | Jacek Markiewicz                                                                             |                                                                                              |
| 10                                                                                           | 251                                                                                          | Wiesław Romaniuk                                                                             |                                                                                              |
| 11                                                                                           | 235                                                                                          | Mirosław Dymek                                                                               |                                                                                              |
| 12                                                                                           | 228                                                                                          | Jacek Chańko                                                                                 |                                                                                              |
| 13                                                                                           | 223                                                                                          | Jesús Imaz                                                                                   |                                                                                              |
| 14                                                                                           | 220                                                                                          | Dariusz Czykier                                                                              |                                                                                              |

Najmłodsi debiutanci w barwach Jagiellonii w Ekstraklasie
| Zawodnik              | Wiek             | Debiut                                                                                            | Inne                          |
| --------------------- | ---------------- | ------------------------------------------------------------------------------------------------- | ----------------------------- |
| Przemysław Mystkowski | 16 lat i 36 dni  | 31 maja 2014 w meczu Cracovia – Jagiellonia                                                       |                               |
| Karol Buzun           | 16 lat i 60 dni  | 3 maja 2012 w meczu Śląsk Wrocław – Jagiellonia                                                   |                               |
| Oskar Pietuszewski    | 16 lat i 242 dni | 29 sierpnia 2024 meczu z Ajaxem Amsterdam (Ekstraklasa) 1 grudnia 2024 w meczu z Pogonią Szczecin | Pierwsza bramka - 4 maja 2025 |
| Bartłomiej Drągowski  | 16 lat i 281 dni | 27 maja 2014 w meczu Jagiellonia – Korona Kielce                                                  |                               |

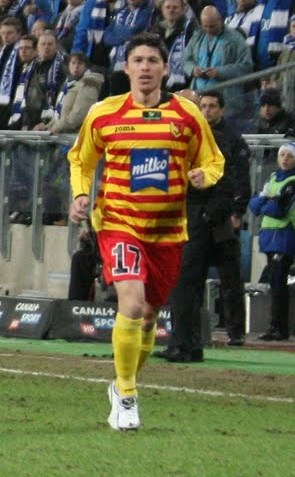
Alexis Norambuena

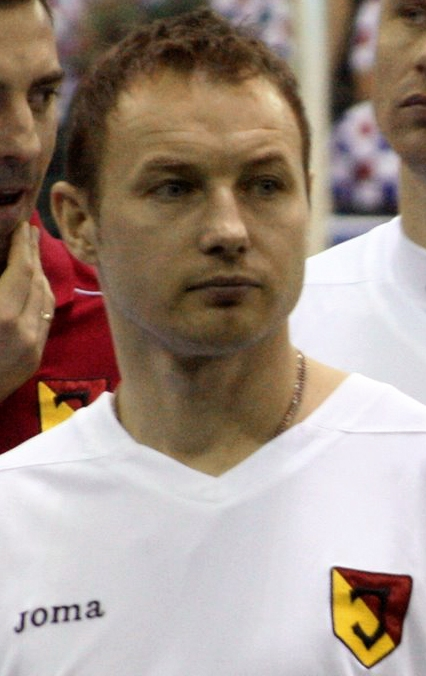
Tomasz Frankowski

Królowie strzelców w barwach Jagiellonii
| Zawodnik          | Liczba goli | Liga                      | Sezon     |
| ----------------- | ----------- | ------------------------- | --------- |
| Jacek Bayer       | 23          | II liga (grupa wschodnia) | 1986/1987 |
| Tomasz Frankowski | 14          | Ekstraklasa               | 2010/2011 |
| Marc Gual         | 15          | Ekstraklasa               | 2022/2023 |

## Kadrowicze w Jagiellonii
Reprezentanci Polski w barwach Jagiellonii
| Nazwisko               | Mecze | Data       | rodz.             | mecz         | bramki | czas |
| ---------------------- | ----- | ---------- | ----------------- | ------------ | ------ | ---- |
| Jacek Bayer            | 1     | 12.04.1987 | el.ME             | : 0:0        | 0      | 45'  |
| Kamil Grosicki         | 4     | 10.10.2009 | el.MŚ             | : 2:0        | 0      | 81'  |
| Kamil Grosicki         | 4     | 7.09.2010  | tow.              | : 1:2        | 0      | 15'  |
| Kamil Grosicki         | 4     | 12.10.2010 | tow.              | : 2:2        | 0      | 22'  |
| Kamil Grosicki         | 4     | 10.12.2010 | tow.              | : 2:2        | 0      | 90'  |
| Grzegorz Sandomierski  | 3     | 10.12.2010 | tow.              | : 2:2        | 0      | 90'  |
| Grzegorz Sandomierski  | 3     | 6.02.2011  | tow.              | : 0:1        | 0      | 90'  |
| Grzegorz Sandomierski  | 3     | 29.03.2011 | tow.              | : 0:0        | 0      | 90'  |
| Tomasz Kupisz          | 4     | 10.12.2010 | tow.              | : 2:2        | 0      | 12'  |
| Tomasz Kupisz          | 4     | 16.12.2011 | tow.              | : 0:1        | 0      | 84'  |
| Tomasz Kupisz          | 4     | 14.12.2012 | tow.              | : 1:4        | 0      | 30'  |
| Tomasz Kupisz          | 4     | 2.02.2013  | tow.              | : 1:4        | 0      | 35'  |
| Jakub Słowik           | 1     | 2.02.2013  | tow.              | : 1:4        | 0      | 90'  |
| Michał Pazdan          | 6     | 15.11.2013 | tow.              | : 0:2        | 0      | 3'   |
| Michał Pazdan          | 6     | 19.11.2013 | tow.              | : 0:0        | 0      | 90'  |
| Michał Pazdan          | 6     | 18.01.2014 | tow.              | : 0:3        | 0      | 17'  |
| Michał Pazdan          | 6     | 20.01.2014 | tow.              | : 0:1        | 0      | 90'  |
| Michał Pazdan          | 6     | 13.06.2015 | el.ME             | : 4:0        | 0      | 89'  |
| Michał Pazdan          | 6     | 16.05.2015 | tow.              | : 0:0        | 0      | 90'  |
| Przemysław Frankowski  | 4     | 23.03.2018 | tow.              | : 0:1        | 0      | 85'  |
| Przemysław Frankowski  | 4     | 11.09.2018 | Liga Narodów      | : 1:1        | 0      | 9'   |
| Przemysław Frankowski  | 4     | 15.11.2018 | tow.              | : 0:1        | 0      | 63'  |
| Przemysław Frankowski  | 4     | 20.11.2018 | Liga Narodów      | : 1:1        | 0      | 90'  |
| Dawid Plizga           | 1     | 20.01.2014 | tow.              | : 0:1        | 0      | 68'  |
| Jacek Góralski         | 1     | 14.11.2016 | tow.              | : 1:1        | 0      | 61'  |
| 13. Taras Romanczuk    | 4     | 27.03.2018 | tow.              | : 3:2        | 0      | 61'  |
| 13. Taras Romanczuk    | 4     | 26.03.2024 | Baraże do ME 2024 | : 0:0 (4:5k) | 0      | 15'  |
| 13. Taras Romanczuk    | 4     | 7.06.2024  | tow.              | : 3:1        | 1      | 61'  |
| 13. Taras Romanczuk    | 4     | 16.06.2024 | ME 2024           | : 1:2        | 0      | 55'  |
| Bartłomiej Wdowik      | 1     | 21.11.2023 | tow.              | : 2:0        | 0      | 12'  |
| 24. Mateusz Skrzypczak | 2     | 6.06.2025  | Towarzyski        | : 2:0        | 0      | 90'  |
| 16. Mateusz Skrzypczak | 2     | 10.06.2025 | el. MŚ - gr.G     | : 2:1        | 0      | 90'  |
| Razem:                 | 32    |            |                   |              |        |      |
| Kadra B                |       |            |                   |              |        |      |
| Jerzy Zawiślan         | 1     | 1976       | tow.              |              |        |      |
| Mirosław Sowiński      | 1     | 1980       | tow.              |              |        |      |

Finały piłkarskich mistrzostw Europy
| Nazwisko              | Mecze | Bramki | Data                                               |
| --------------------- | ----- | ------ | -------------------------------------------------- |
| Tomasz Frankowski     | –     | –      | ME 2012 – Polska/Ukraina (jako trener napastników) |
| Grzegorz Sandomierski | –     | –      | ME 2012 – Polska/Ukraina (bramkarz)                |

## Rekordy Ekstraklasa
Stan na koniec sezonu 2023/2024.
| Najwyższe zwycięstwa w Ekstraklasie | Najwyższe zwycięstwa w Ekstraklasie | Najwyższe zwycięstwa w Ekstraklasie | Najwyższe zwycięstwa w Ekstraklasie |
| Data                                | Miejsce                             | Przeciwnik                          | Wynik                               |
| ----------------------------------- | ----------------------------------- | ----------------------------------- | ----------------------------------- |
| 30 marca 2024                       | Białystok                           | ŁKS                                 | 6:0                                 |
| 15 września 2013                    | Białystok                           | Ruch Chorzów                        | 6:0                                 |
| 18 października 2014                | Białystok                           | Pogoń Szczecin                      | 5:0                                 |
| 19 lutego 2017                      | Białystok                           | Górnik Łęczna                       | 5:0                                 |
| 2 lutego 2025                       | Białystok                           | Radomiak Radom                      | 5:0                                 |
| 5 kwietnia 2009                     | Białystok                           | ŁKS                                 | 4:0                                 |
| 21 maja 2011                        | Białystok                           | Korona Kielce                       | 4:0                                 |
| 12 września 2022                    | Białystok                           | Stal Mielec                         | 4:0                                 |
| 3 listopada 2023                    | Białystok                           | Stal Mielec                         | 4:0                                 |
| 2 grudnia 2013                      | Białystok                           | Wisła Kraków                        | 5:2                                 |
| 23 listopada 2019                   | Białystok                           | Wisła Płock                         | 5:2                                 |

| Najwyższe porażki w Ekstraklasie | Najwyższe porażki w Ekstraklasie | Najwyższe porażki w Ekstraklasie | Najwyższe porażki w Ekstraklasie |
| Data                             | Miejsce                          | Przeciwnik                       | Wynik                            |
| -------------------------------- | -------------------------------- | -------------------------------- | -------------------------------- |
| 1/2 maja 1993                    | Katowice                         | GKS Katowice                     | 7:1                              |
| 5 kwietnia 2013                  | Poznań                           | Lech Poznań                      | 6:1                              |
| 2 maja 2008                      | Poznań                           | Lech Poznań                      | 6:1                              |
| 8 maja 1993                      | Białystok                        | Lech Poznań                      | 0:5                              |
| 28 marca 1993                    | Białystok                        | Stal Mielec                      | 0:5                              |
| 3 października 1992              | Poznań                           | Lech Poznań                      | 5:0                              |
| 12 czerwca 1993                  | Łódź                             | ŁKS                              | 5:0                              |
| 19 maja 2013                     | Kielce                           | Korona Kielce                    | 5:0                              |
| 6 października 2007              | Kraków                           | Wisła Kraków                     | 5:0                              |
| 18 grudnia 2020                  | Częstochowa                      | Raków Częstochowa                | 5:0                              |
| 14 września 2024                 | Poznań                           | Lech Poznań                      | 5:0                              |

Statystyka spotkań w ekstraklasie
Stan na koniec sezonu 2024/2015.
- Debiut w Ekstraklasie – 9 sierpnia 1987, Jagiellonia – Widzew Łódź 1:1
- Najwyższe miejsce w Ekstraklasie: 1.  Mistrzostwo Polski 2023/2024
- Mistrzostwo jesieni w sezonie 2010/11 i 2016/17.
- Najwyższe zwycięstwo w Ekstraklasie: 6:0 Ruch Chorzów (15.09.2013), ŁKS Łódź (30.03.2024)
- Najwyższa porażka w Ekstraklasie: GKS Katowice 7:1 Jagiellonia (01.05.1993)
- Najlepszy atak: 77 goli (2023/24).
- Najgorszy atak: 19 goli (1989/90)
- Najlepsza obrona: 25 straconych goli (1987/88)
- Najgorsza obrona: 91 straconych goli (1992/93)
- Najwięcej strzelonych bramek w meczu: 9 bramek strzelonych (porażka 6:3 z Wisłą Kraków, dn. 30.10.1992, Kraków).
- Najwięcej rozegranych meczów: 49 spotkań – Lech Poznań, Legia Warszawa.
- Najwięcej zwycięstw:  18 z Lechem Poznań
- Najwięcej porażek: 23 z Lechem Poznań
- Najwięcej remisów: 17 z Legią Warszawa.
- Najwyższy remis: 4 : 4 dn. 27.05.2014 r. w Białymstoku w meczu z Koroną Kielce.
- Najwyżej odrobiona strata w meczu: 3 bramki w zremisowanym meczu 3:3 we Wrocławiu ze Śląskiem dn.25.11.2012 r. (Śląsk wygrywał 3:0 do 71 minuty, wówczas przez 7 minut (71, 73, 78 min) Jagiellonia odrobiła straty.)
- Najwyższe zwycięstwo na wyjeździe: 0 : 4 w meczach: Ruchem Chorzów 11.12.2015 r. oraz Śląskiem Wrocław 17.09.2016 r.
- Najdłuższa seria meczów bez porażki: 10 spotkań (sezon 2016/17: 7 zw., 3 rem.)
- Najdłuższa seria zwycięstw: 5 spotkań w sezonie 2017/18

## Statystyka trenerów w ekstraklasie

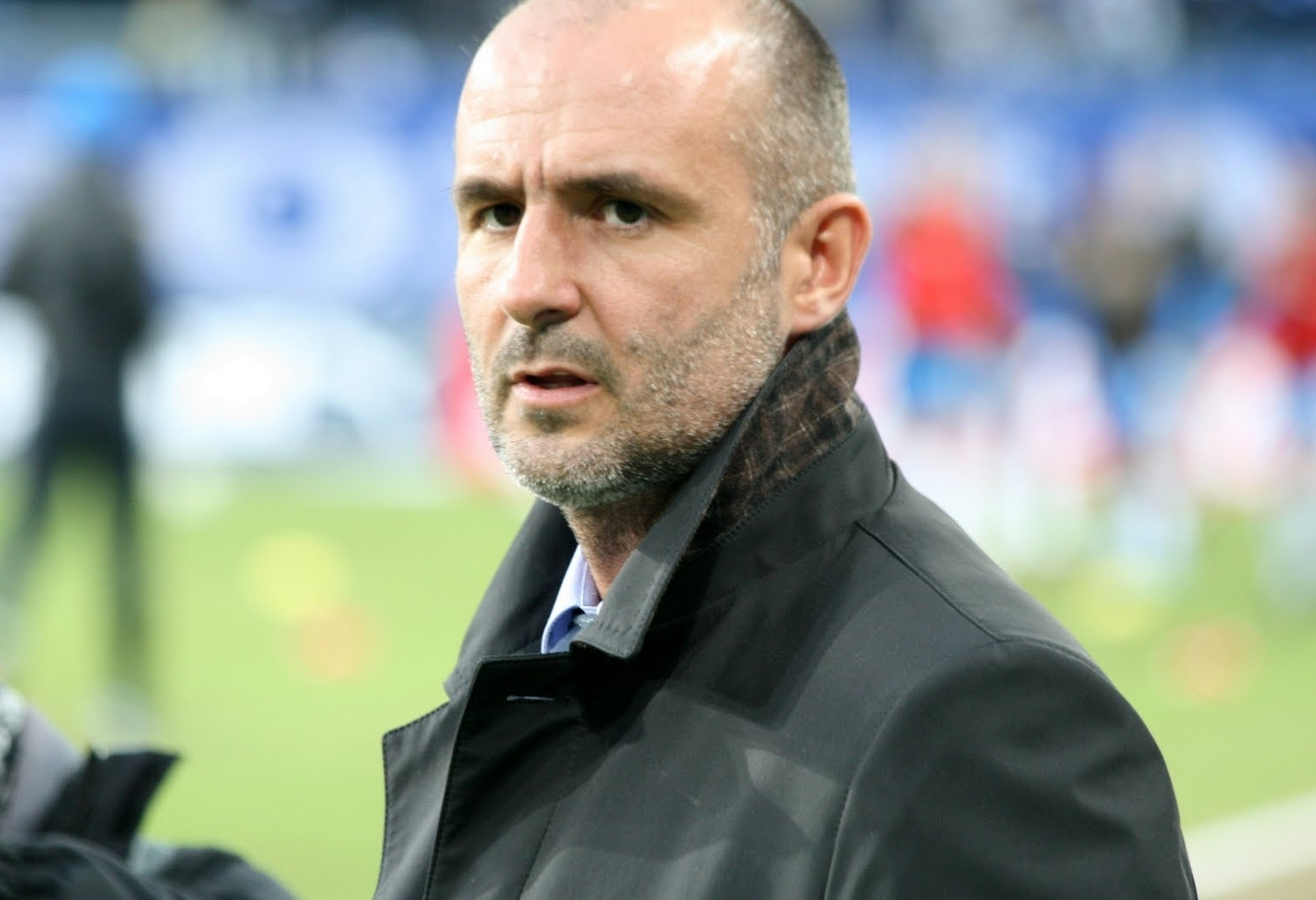
Michał Probierz

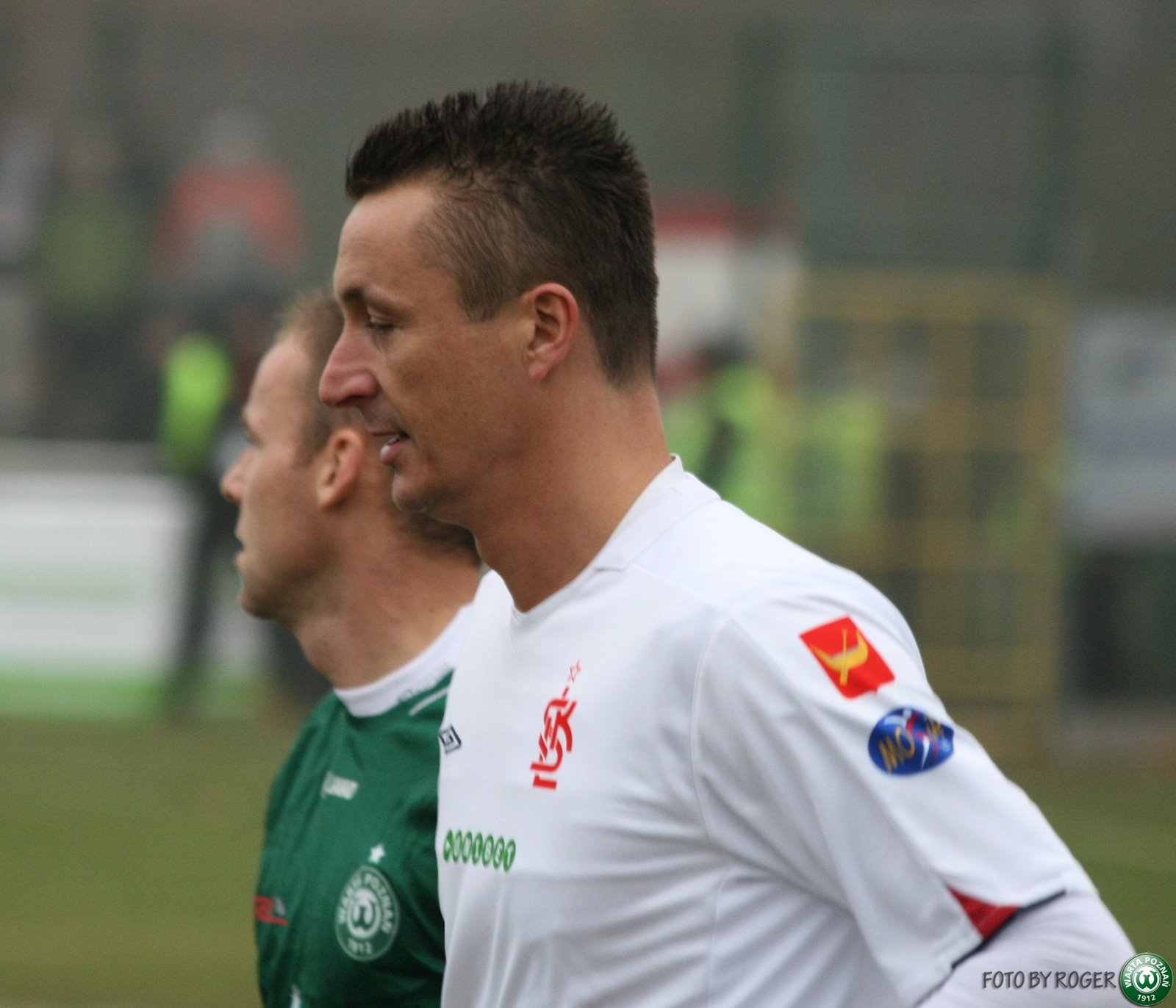
Tomasz Hajto

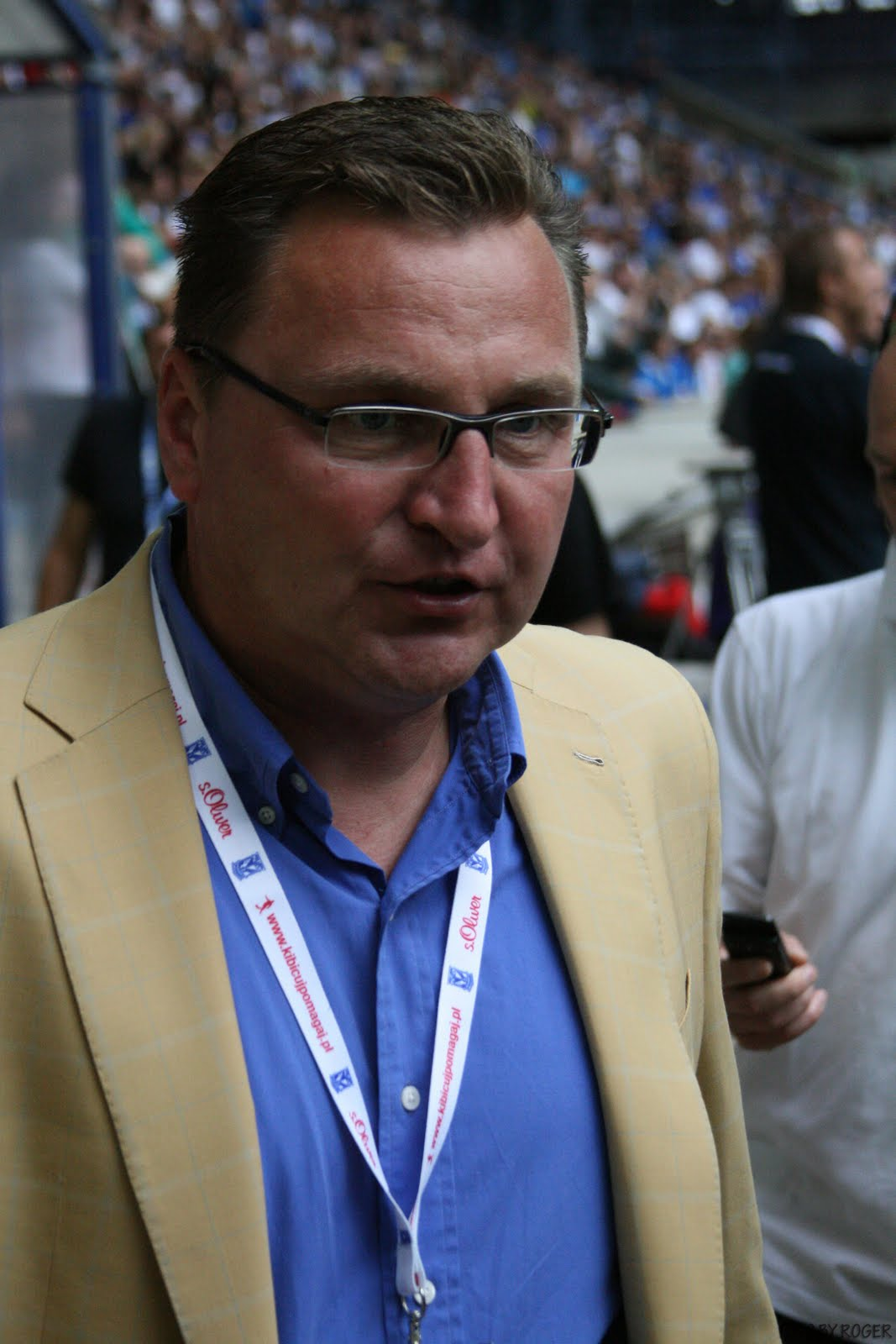
Czesław Michniewicz

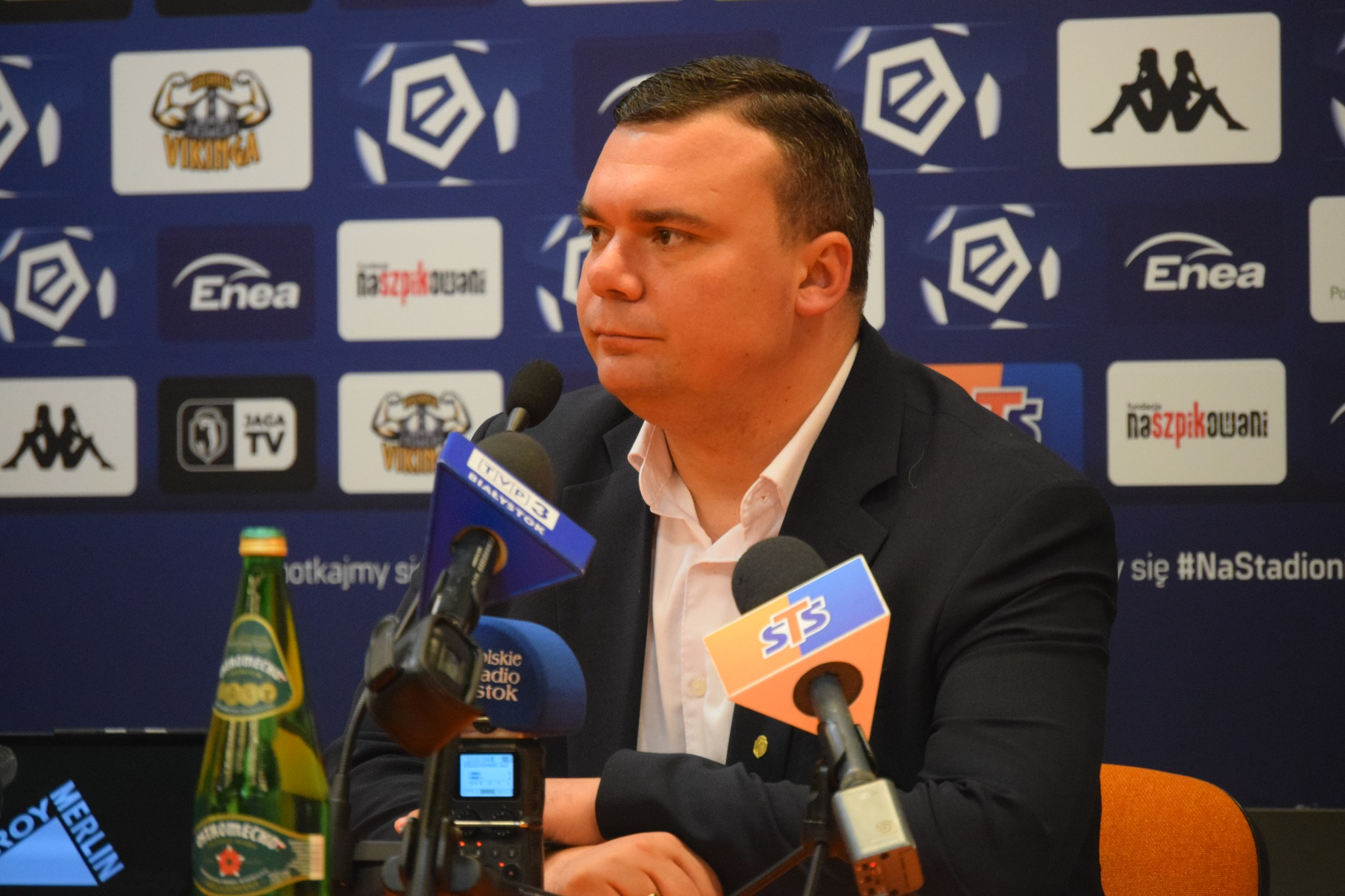
Adrian Siemieniec

Stan na koniec sezonu 2024/2025.
| Sezon        | Trener                 | Mecze | Miejsce | Punkty | pkt/m | Zw | Re | Po    | Br + | Br – |
| ------------ | ---------------------- | ----- | ------- | ------ | ----- | -- | -- | ----- | ---- | ---- |
| 1987/1988    | Janusz Wójcik          | 10    | b.d.    | 7      | 0,7   | 2  | 3  | 5     | 8    | 12   |
| 1987/1988    | Mirosław Mojsiuszko    | 20    | 8       | 22     | 1,1   | 9  | 4  | 7     | 16   | 13   |
| 1988/1989    | Mirosław Mojsiuszko    | 20    | b.d.    | 18     | 0,9   | 6  | 6  | 8     | 11   | 17   |
| 1988/1989    | Andrzej Prawda         | 2     | b.d.    | 2      | 1     | 0  | 2  | 0     | 2    | 2    |
| 1988/1989    | Krzysztof Buliński     | 8     | 8       | 9      | 1,12  | 3  | 4  | 1(1)  | 9    | 8    |
| 1989/1990    | Krzysztof Buliński     | 12    | b.d.    | 9      | 0,75  | 2  | 7  | 3(2)  | 10   | 14   |
| 1989/1990    | Ryszard Karalus        | 9     | b.d.    | 1      | 0,11  | 0  | 3  | 6(2)  | 3    | 15   |
| 1989/1990    | Tadeusz Gaszyński      | 1     | b.d.    | -1     | 0     | 0  | 0  | 1(1)  | 0    | 3    |
| 1989/1990    | Mirosław Mojsiuszko    | 8     | 16      | 4      | 0,5   | 1  | 3  | 4(1)  | 6    | 13   |
| 1992/1993    | Grzegorz Szerszenowicz | 8     | 18      | 3      | 0,37  | 1  | 1  | 6     | 7    | 20   |
| 1992/1993    | Mirosław Sowiński      | 2     | 18      | 1      | 0,5   | 0  | 1  | 1     | 0    | 5    |
| 1992/1993    | Ryszard Karalus        | 22    | 18      | 5      | 0,22  | 1  | 3  | 18    | 19   | 60   |
| 1992/1993    | Tadeusz Mroziewski     | 2     | 18      | 0      | 0     | 0  | 0  | 2     | 2    | 6    |
| 2007/2008    | Artur Płatek           | 27    | 12      | 27     | 1,0   | 7  | 6  | 14    | 25   | 45   |
| 2007/2008    | Dariusz Czykier        | 3     | 14      | 0      | 0     | 0  | 0  | 3     | 2    | 12   |
| 2008/2009    | Michał Probierz        | 30    | 8       | 34     | 1,13  | 9  | 7  | 14    | 28   | 34   |
| 2009/2010    | Michał Probierz        | 30    | 11      | 34*    | 1,13  | 11 | 11 | 8     | 29   | 27   |
| 2010/2011    | Michał Probierz        | 30    | 4       | 48     | 1,60  | 14 | 6  | 10    | 38   | 32   |
| 2011/2012    | Czesław Michniewicz    | 15    | 10      | 19     | 1,26  | 5  | 4  | 6     | 16   | 20   |
| 2011/2012    | Tomasz Hajto           | 15    | 10      | 20     | 1,33  | 6  | 2  | 7     | 19   | 25   |
| 2012/2013    | Tomasz Hajto           | 30    | 10      | 37     | 1,23  | 8  | 13 | 9     | 31   | 45   |
| 2013/2014    | Piotr Stokowiec        | 29    | 10      | 38     | 1,31  | 10 | 8  | 11    | 45   | 42   |
| 2013/2014    | Michał Probierz        | 8     | 11      | 10     | 1,25  | 2  | 4  | 2     | 14   | 13   |
| 2014/2015    | Michał Probierz        | 37    | 3       | 65     | 1,75  | 19 | 8  | 10    | 49   | 44   |
| 2015/2016    | Michał Probierz        | 37    | 11      | 45     | 1,21  | 13 | 6  | 18    | 46   | 62   |
| 2016/2017    | Michał Probierz        | 37    | 2       | 71     | 2,29  | 21 | 8  | 8     | 64   | 39   |
| 2017/2018    | Ireneusz Mamrot        | 37    | 2       | 67     | 1,81  | 20 | 7  | 10    | 55   | 41   |
| 2018/2019    | Ireneusz Mamrot        | 37    | 5       | 57     | 1,54  | 16 | 9  | 12    | 55   | 52   |
| 2019/2020    | Ireneusz Mamrot        | 18    | 9       | 26     | 1,44  | 7  | 5  | 6     | 28   | 23   |
| 2019/2020    | Rafał Grzyb            | 2     | 8       | 3      | 1,50  | 1  | 0  | 1     | 3    | 3    |
| 2019/2020    | Iwajło Petew           | 17    | 8       | 23     | 1,35  | 6  | 5  | 6     | 17   | 25   |
| 2020/2021    | Iwajło Petew           | 20    | 12      | 25     | 1,25  | 7  | 4  | 9     | 26   | 32   |
| 2020/2021    | Rafał Grzyb            | 10    | 9       | 12     | 1,20  | 3  | 3  | 4     | 13   | 16   |
| 2021/2022    | Ireneusz Mamrot        | 19    | 10      | 24     | 1,26  | 6  | 6  | 7     | 24   | 31   |
| 2021/2022    | Piotr Nowak            | 15    | 12      | 16     | 1,06  | 3  | 7  | 5     | 15   | 19   |
| 2022/2023    | Maciej Stolarczyk      | 26    | 14      | 30     | 1,15  | 6  | 12 | 8     | 36   | 35   |
| 2022/2023    | Adrian Siemieniec      | 8     | 14      | 11     | 1,37  | 3  | 2  | 3     | 12   | 14   |
| 2023/2024    | Adrian Siemieniec      | 34    | 1       | 63     | 1,85  | 18 | 9  | 7     | 77   | 45   |
| 2023/2024    | Adrian Siemieniec      | 34    | 3       | 61     | 1,79  | 17 | 10 | 7     | 56   | 42   |
| Podsumowanie |                        |       |         |        |       |    |    |       |      |      |
| Razem:       | Michał Probierz        | 209   | –       | 307    | 1,46  | 89 | 50 | 70    | 278  | 251  |
| Razem:       | Ireneusz Mamrot        | 111   | –       | 174    | 1,56  | 49 | 29 | 35    | 162  | 147  |
| Razem:       | Adrian Siemieniec      | 76    | –       | 135    | 1,78  | 38 | 21 | 17    | 145  | 101  |
| Razem:       | Tomasz Hajto           | 45    | –       | 57     | 1,26  | 14 | 15 | 16    | 50   | 70   |
| Razem:       | Mirosław Mojsiuszko    | 48    | –       | 44     | 0,91  | 16 | 13 | 19(1) | 33   | 43   |

(*)-kara -10 pkt. za korupcję

## Nagrody
Nagrody sezonu 2009/10
- Kamil Grosicki – piłkarz miesiąca września.
- Grzegorz Sandomierski – piłkarz miesiąca października.

Nagrody sezonu 2010/11
- Tomasz Frankowski – piłkarz miesiąca października.

Nagrody sezonu 2013/14
- Krzysztof Baran – parada bramkarska sezonu (31 października 2013 roku w meczu z Lechem Poznań).

Nagrody sezonu 2014/15
- Mateusz Piątkowski – piłkarz miesiąca września.
- Bartłomiej Drągowski – bramkarz sezonu.
- Michał Pazdan – obrońca sezonu.
- Bartłomiej Drągowski – odkrycie sezonu.
- Michał Probierz – trener sezonu.

Nagrody sezonu 2016/17
- Konstantin Vassiljev – piłkarz miesiąca lipca, października, bramka sezonu.
- Cillian Sheridan – piłkarz miesiąca kwietnia.

Nagrody sezonu 2019/20
- Jesús Imaz – piłkarz miesiąca sierpnia.
- Patryk Klimala – młodzieżowiec miesiąca października.

Nagrody sezonu 2020/21
- Xavier Dziekoński – młodzieżowiec miesiąca lutego.
- Jesús Imaz – gol sezonu, (9. kolejka przeciwko Górnikowi Zabrze).

Nagrody sezonu 2022/23
- Jesús Imaz – piłkarz miesiąca września, numer miesiąca kwietnia.
- Marc Gual – piłkarz miesiąca kwietnia, napastnik sezonu.

Nagrody sezonu 2023/24
- Adrian Siemieniec – trener miesiąca sierpnia, trener sezonu.
- Nené – piłkarz miesiąca grudnia.
- Dominik Marczuk – młodzieżowiec miesiąca października, marca, piłkarz miesiąca marca, młodzieżowiec sezonu.
- Bartłomiej Wdowik – numer miesiąca października, obrońca sezonu.
- Jagiellonia Białystok cała drużyna – numer miesiąca maja.
- Afimico Pululu – piłkarz miesiąca maja.

Nagrody sezonu 2024/25
- Nagrody w plebiscycie tygodnika Piłka Nożna[11] :
  -  Jagiellonia - drużyna roku
  -  Adrian Siemieniec - trener roku
  -  Taras Romanczuk - ligowiec roku
  -  Jesús Imaz - obcokrajowiec roku
- Nagrody miesiąca w ekstraklasie:
  -  Adrian Siemieniec – trener miesiąca lipca, października[12][13]
  -  Jesús Imaz – piłkarz miesiąca października [14], numer miesiąca listopada [15]
  -  Sławomir Abramowicz – młodzieżowiec miesiąca listopada [16]
  -  Jagiellonia Białystok cała drużyna – numer miesiąca września [17]
- Gala ekstraklasy (26 maja 2025)[18].
  -  Mateusz Skrzypczak - obrońca sezonu

## Remes Cup Extra
Jagiellonia Białystok jest trzykrotnym finalistą Remes Cup Extra organizowanego w przerwie zimowej w poznańskiej hali Arena.
- 2009 – Arka Gdynia 3:1  Jagiellonia[19]
- 2010 – Arka Gdynia 4:2  Jagiellonia[20]
- 2011 – Cracovia 3:3  Jagiellonia[21] (porażka w karnych 2:0)[22]

## Bilans spotkań w I lidze (dawniej II liga)
| Klub                             | Mecze | Zw  | Re  | Po  | Br(+) | Br(-) | Br(=) |
| -------------------------------- | ----- | --- | --- | --- | ----- | ----- | ----- |
| Razem:                           | 584   | 226 | 162 | 196 | 690   | 633   | +57   |
| Aluminium Konin                  | 2     | 1   | 0   | 1   | 2     | 1     | +1    |
| Arka Gdynia                      | 8     | 0   | 6   | 2   | 5     | 8     | -3    |
| Arkonia Szczecin                 | 4     | 2   | 1   | 1   | 6     | 8     | -2    |
| Avia Świdnik                     | 18    | 10  | 1   | 7   | 30    | 17    | +13   |
| Bałtyk Gdynia                    | 6     | 2   | 1   | 3   | 6     | 10    | -4    |
| BKS Bydgoszcz                    | 2     | 1   | 0   | 1   | 5     | 5     | 0     |
| Błękitni Kielce                  | 14    | 6   | 2   | 6   | 16    | 15    | +1    |
| Boruta Zgierz                    | 2     | 1   | 1   | 0   | 2     | 0     | +2    |
| Broń Radom                       | 8     | 4   | 0   | 4   | 8     | 4     | +4    |
| Bug Wyszków                      | 2     | 1   | 0   | 1   | 4     | 2     | +2    |
| Ceramika (Stasiak) Opoczno       | 4     | 2   | 1   | 1   | 3     | 2     | +1    |
| Chemik Bydgoszcz                 | 2     | 0   | 2   | 0   | 3     | 3     | 0     |
| Concordia Piotrków Trybunalski   | 4     | 2   | 1   | 1   | 10    | 7     | +3    |
| Cracovia                         | 10    | 3   | 3   | 4   | 10    | 11    | -1    |
| Dąb Dębno                        | 2     | 2   | 0   | 0   | 4     | 0     | +4    |
| Drwęca Nowe Miasto Lubawskie     | 2     | 1   | 1   | 0   | 2     | 1     | +1    |
| FC Piaseczno                     | 2     | 0   | 1   | 1   | 1     | 4     | -3    |
| GKS Bełchatów                    | 12    | 1   | 3   | 8   | 10    | 18    | -8    |
| GKS Tychy                        | 2     | 1   | 0   | 1   | 1     | 4     | -3    |
| Górnik Knurów                    | 10    | 6   | 1   | 3   | 12    | 13    | -1    |
| Górnik Łęczna                    | 2     | 1   | 0   | 1   | 1     | 3     | -2    |
| Górnik Polkowice                 | 8     | 2   | 2   | 4   | 7     | 8     | -1    |
| Górnik Wałbrzych                 | 2     | 1   | 1   | 0   | 2     | 1     | +1    |
| Gwardia Koszalin                 | 6     | 2   | 2   | 2   | 7     | 6     | +1    |
| Gwardia Warszawa                 | 10    | 4   | 3   | 3   | 14    | 16    | -2    |
| HEKO Czermno                     | 2     | 1   | 1   | 0   | 1     | 0     | +1    |
| Hetman Zamość                    | 8     | 2   | 4   | 2   | 7     | 6     | +1    |
| Hutnik Kraków                    | 12    | 2   | 9   | 1   | 11    | 11    | 0     |
| Hutnik Warszawa                  | 12    | 7   | 3   | 2   | 17    | 7     | +10   |
| Igloopol Dębica                  | 8     | 1   | 4   | 3   | 5     | 7     | -2    |
| Jeziorak Iława                   | 2     | 1   | 0   | 1   | 1     | 1     | 0     |
| Karpaty Krosno                   | 4     | 3   | 1   | 0   | 5     | 0     | +5    |
| Kmita Zabierzów                  | 2     | 1   | 1   | 0   | 1     | 0     | +1    |
| Korona Kielce                    | 14    | 9   | 1   | 4   | 21    | 12    | +9    |
| KS Myszków                       | 2     | 1   | 1   | 0   | 3     | 2     | +1    |
| KSZO Ostrowiec Św.               | 8     | 5   | 1   | 2   | 16    | 6     | +10   |
| Kujawiak Włocławek               | 2     | 1   | 1   | 0   | 3     | 2     | +1    |
| Lech Poznań                      | 2     | 0   | 1   | 1   | 1     | 2     | -1    |
| Lechia Gdańsk                    | 12    | 2   | 3   | 7   | 7     | 17    | -10   |
| Lublinianka Lublin               | 4     | 1   | 2   | 1   | 3     | 3     | 0     |
| Łódzki Klub Sportowy             | 8     | 3   | 2   | 2   | 8     | 7     | +1    |
| ŁKS Łomża                        | 2     | 1   | 1   | 0   | 4     | 3     | +1    |
| Miedź Legnica                    | 4     | 1   | 3   | 0   | 5     | 2     | +3    |
| MKS Mława                        | 2     | 2   | 0   | 0   | 3     | 0     | +3    |
| Motor Lublin                     | 12    | 3   | 3   | 6   | 10    | 18    | -8    |
| Odra Opole                       | 4     | 2   | 2   | 0   | 6     | 3     | +3    |
| Odra Wodzisław Śląski            | 2     | 1   | 1   | 0   | 3     | 1     | +2    |
| Okocimski Brzesko                | 6     | 1   | 3   | 2   | 10    | 10    | 0     |
| Olimpia Elbląg                   | 8     | 3   | 4   | 1   | 15    | 6     | +9    |
| Olimpia Poznań                   | 6     | 1   | 2   | 3   | 4     | 6     | -2    |
| Ostrovia Ostrów Wielkopolski     | 2     | 2   | 0   | 0   | 5     | 1     | +4    |
| Piast Gliwice                    | 8     | 4   | 4   | 0   | 11    | 5     | +6    |
| Podbeskidzie Bielsko-Biała       | 8     | 5   | 2   | 1   | 12    | 5     | +7    |
| Pogoń Szczecin                   | 4     | 2   | 0   | 2   | 5     | 6     | -1    |
| Polar Wrocław                    | 4     | 2   | 1   | 1   | 11    | 5     | +6    |
| Polonia Bydgoszcz                | 4     | 2   | 0   | 2   | 3     | 5     | -2    |
| Polonia Bytom                    | 14    | 4   | 5   | 5   | 15    | 15    | 0     |
| Polonia Warszawa                 | 14    | 6   | 4   | 4   | 19    | 12    | +7    |
| Pomezania Malbork                | 4     | 2   | 1   | 1   | 4     | 3     | +1    |
| Radomiak Radom                   | 14    | 4   | 5   | 5   | 12    | 17    | -5    |
| Raków Częstochowa                | 4     | 2   | 0   | 2   | 4     | 3     | +1    |
| Resovia Rzeszów                  | 16    | 8   | 3   | 5   | 21    | 15    | +6    |
| RKS Radomsko                     | 6     | 5   | 0   | 1   | 15    | 10    | +5    |
| Ruch Chorzów                     | 8     | 2   | 3   | 2   | 6     | 6     | 0     |
| Ruch Radzionków                  | 2     | 0   | 1   | 1   | 1     | 2     | -1    |
| Sandecja Nowy Sącz               | 4     | 4   | 0   | 0   | 7     | 0     | +7    |
| Siarka Tarnobrzeg                | 6     | 1   | 2   | 3   | 5     | 8     | -3    |
| Stal Mielec                      | 4     | 1   | 1   | 2   | 3     | 4     | -1    |
| Stal Rzeszów                     | 10    | 4   | 5   | 1   | 12    | 8     | +4    |
| Stal Stalowa Wola                | 16    | 7   | 3   | 6   | 13    | 19    | -6    |
| Stal Stocznia Szczecin           | 2     | 1   | 1   | 0   | 5     | 4     | +1    |
| Star Starachowice                | 2     | 0   | 0   | 2   | 0     | 0     | -2    |
| Start Łódź                       | 6     | 2   | 1   | 3   | 10    | 11    | -1    |
| Stilon Gorzów Wielkopolski       | 2     | 1   | 1   | 0   | 4     | 0     | +4    |
| Stoczniowiec Gdańsk              | 6     | 0   | 3   | 3   | 5     | 8     | -3    |
| Stomil Olsztyn                   | 4     | 1   | 0   | 3   | 2     | 6     | -4    |
| Szczakowianka Jaworzno           | 8     | 4   | 0   | 4   | 11    | 11    | 0     |
| Szombierki Bytom                 | 6     | 1   | 3   | 2   | 7     | 7     | 0     |
| Śląsk Wrocław                    | 4     | 2   | 1   | 1   | 7     | 4     | +3    |
| Świt Nowy Dwór Mazowiecki        | 8     | 2   | 3   | 3   | 9     | 9     | 0     |
| Tłoki Gorzyce                    | 4     | 0   | 2   | 2   | 2     | 6     | -4    |
| Unia Janikowo                    | 2     | 1   | 1   | 0   | 4     | 3     | +1    |
| Unia Tarnów                      | 6     | 2   | 2   | 2   | 7     | 9     | -2    |
| Ursus Warszawa                   | 8     | 2   | 2   | 4   | 6     | 8     | -2    |
| Warta Poznań                     | 2     | 1   | 0   | 1   | 1     | 2     | -1    |
| Widzew Łódź                      | 6     | 2   | 2   | 2   | 5     | 5     | 0     |
| Wisła Kraków                     | 6     | 2   | 0   | 4   | 7     | 11    | -4    |
| Wisła (Petrochemia, Orlen) Płock | 12    | 4   | 2   | 6   | 13    | 27    | -14   |
| Wisłoka Dębica                   | 6     | 2   | 1   | 3   | 11    | 10    | +1    |
| Włókniarz Kietrz                 | 2     | 1   | 1   | 0   | 1     | 0     | +1    |
| Włókniarz Pabianice              | 10    | 5   | 3   | 2   | 12    | 8     | +4    |
| Zagłębie Lubin                   | 2     | 1   | 0   | 1   | 2     | 2     | 0     |
| Zagłębie Sosnowiec               | 10    | 5   | 2   | 3   | 16    | 10    | +6    |
| Zagłębie Wałbrzych               | 8     | 1   | 3   | 4   | 5     | 22    | -6    |
| Zawisza Bydgoszcz                | 4     | 2   | 0   | 2   | 5     | 6     | -1    |
| Zawisza Bydgoszcz SA             | 4     | 2   | 1   | 1   | 8     | 5     | +3    |

Bilans meczów barażowych o awans do Ekstraklasy
| Klub             | Mecze | Zw | Re | Po | Br(+) | Br(-) | Br(=) |
| ---------------- | ----- | -- | -- | -- | ----- | ----- | ----- |
| Gwardia Olsztyn  | 2     | 1  | 1  | 0  | 7     | 3     | +4    |
| Polonia Warszawa | 2     | 0  | 0  | 2  | 1     | 3     | -2    |
| Śniardwy Orzysz  | 2     | 2  | 0  | 0  | 3     | 1     | +2    |
| Wisła Płock      | 2     | 2  | 0  | 0  | 4     | 2     | +2    |
| Wisła Tczew      | 2     | 1  | 0  | 1  | 2     | 1     | +1    |

### Rekordy I liga (dawna II liga)
| Najwyższe zwycięstwa w Ekstraklasie | Najwyższe zwycięstwa w Ekstraklasie | Najwyższe zwycięstwa w Ekstraklasie | Najwyższe zwycięstwa w Ekstraklasie |
| Data                                | Miejsce                             | Przeciwnik                          | Wynik                               |
| ----------------------------------- | ----------------------------------- | ----------------------------------- | ----------------------------------- |
| 25 kwietnia 1992                    | Białystok                           | Olimpia Elbląg                      | 7:0                                 |
| 15 października 2005                | Białystok                           | KSZO Ostrowiec Świętokrzyski        | 6:0                                 |
| 2 maja 1992                         | Białystok                           | Avia Świdnik                        | 5:0                                 |
| 6 listopada 1993                    | Białystok                           | Hutnik Warszawa                     | 5:0                                 |
| 1976                                | Piotrków Trybunalski                | Concordia Piotrków Trybunalski      | 2:6                                 |
| 18 listopada 1990                   | Białystok                           | Stilon Gorzów Wielkopolski          | 4:0                                 |

| Najwyższe porażki w Ekstraklasie | Najwyższe porażki w Ekstraklasie | Najwyższe porażki w Ekstraklasie | Najwyższe porażki w Ekstraklasie |
| Data                             | Miejsce                          | Przeciwnik                       | Wynik                            |
| -------------------------------- | -------------------------------- | -------------------------------- | -------------------------------- |
| kwiecień 1994                    | Płock                            | Petrochemia Płock                | 7:1                              |
| 1978                             | Szczecin                         | Arkonia Szczecin                 | 6:0                              |
| 14 czerwca 1981                  | Stalowa Wola                     | Stal Stalowa Wola                | 6:0                              |
| 1980                             | Białystok                        | Gwardia Warszawa                 | 0:5                              |
| 1995                             | Płock                            | Petrochemia Płock                | 5:0                              |
| 1978                             | Bydgoszcz                        | BKS Bydgoszcz                    | 5:1                              |

## Przeciwnicy w II lidze (dawniej III lidze)
Dotyczy rozgrywek ligowych makroregionalnych lub wyższych, od sezonu 2008/09 pod nazwą II liga.
| Klub            | Sezony | Mecze | Punkty | Zw  | Re | Po | Br(+) | Br(-) | Br(=) |
| --------------- | ------ | ----- | ------ | --- | -- | -- | ----- | ----- | ----- |
| Jagiellonia I   | 8      | 238   | 409    | 145 | 40 | 53 | 421   | 183   | +238  |
| Jagiellonia II* | 3      | 86    | 35     | 9   | 16 | 61 | 74    | 259   | -124  |

Lista drużyn, z którymi Jagiellonia mierzyła się w III lidze od 1978 roku:

- Hetman Białystok
- Włókniarz Białystok
- Agrokompleks Kętrzyn
- AZS-AWF Warszawa
- Bug Wyszków
- Dolcan Ząbki
- Granica Kętrzyn
- Gwardia Szczytno
- Gwardia Warszawa
- Hutnik Warszawa
- Jeziorak Iława
- MKS Piaseczno
- Legia II Warszawa
- Legionovia Legionowo
- ŁKS Łomża
- Marko/WKS Wieluń
- Mazowsze Grójec
- Mazur Ełk
- Mazur Karczew
- MG MZKS Kozienice
- MKS/Mławianka Mława
- MZKS Przasnysz
- Narew Ostrołęka
- Okęcie Warszawa
- Olimpia Warszawa
- Olimpia Zambrów
- Orlen II Płock
- Orlęta Reszel
- Orzeł Łódź
- Pelikan Łowicz
- Piotrcovia Piotrków Trybunalski
- Polonez Warszawa
- Polonia/Olimpia Elbląg
- Polonia Warszawa
- Polonia II Warszawa
- Radomiak Radom
- Ursus Warszawa
- Rominta Gołdap
- Sokół Ostróda
- Sokół Sokółka
- Stal Głowno
- Stomil Olsztyn
- Śniardwy Orzysz
- Tęcza Biskupiec
- Unia Skierniewice
- Victoria Bartoszyce
- Warfama Dobre Miasto
- Warmia Grajewo
- Warmia Olsztyn
- Wigry Suwałki
- Wkra Żuromin
- Włókniarz Konstantynów Łódzki
- Włókniarz Pabianice
- Zatoka Braniewo
- Znicz Pruszków

## Bilans ligowy drużyny rezerw – Jagiellonia II
W przeszłości drużyny rezerw oznaczano znacznikiem Ib, obecnie stosuje się II. Regulaminowo pomiędzy pierwszym a drugim zespołem musi być zachowany co najmniej jeden szczebel rozgrywkowy, np. jeżeli Jagiellonia I gra w Ekstraklasie, to maksymalnym poziomem dla Jagiellonii II może być I liga. W przeszłości różnica ta wynosiła co najmniej 2 poziomy rozgrywkowe.
| Poziomy rozgrywkowe | Poziomy rozgrywkowe | Poziomy rozgrywkowe | Poziomy rozgrywkowe | Poziomy rozgrywkowe | Poziomy rozgrywkowe | Poziomy rozgrywkowe | Poziomy rozgrywkowe | Sezony, opis | Sezony, opis              | Sezony, opis | Sezony, opis | Sezony, opis | Sezony, opis | Sezony, opis                                      | Sezony, opis                                      |
| I                   | II                  | III                 | IV                  | V                   | VI                  | VII                 | VIII                | Sezon        | Liga                      | Poz.         | Pkt.         | Bramki       | Z/R/P        | Uwagi                                             | Puchar Polski                                     |
| ------------------- | ------------------- | ------------------- | ------------------- | ------------------- | ------------------- | ------------------- | ------------------- | ------------ | ------------------------- | ------------ | ------------ | ------------ | ------------ | ------------------------------------------------- | ------------------------------------------------- |
| 1                   | 2                   | 3                   | A                   | B                   | C                   |                     |                     | 1955         | b.d.                      |              |              |              |              |                                                   |                                                   |
| 1                   | 2                   | 3                   | A                   | B                   | C                   |                     |                     | 1956         | b.d.                      |              |              |              |              |                                                   |                                                   |
| 1                   | 2                   | 3                   | A                   | B                   | C                   |                     |                     | 1957         | b.d.                      |              |              |              |              |                                                   |                                                   |
| 1                   | 2                   | 3                   | A                   | B                   | C                   |                     |                     | 1958         | b.d.                      |              |              |              |              |                                                   |                                                   |
| 1                   | 2                   | O                   | A                   | B                   | C                   |                     |                     | 1959         | b.d.                      |              |              |              |              |                                                   |                                                   |
| 1                   | 2                   | O                   | A                   | B                   | C                   |                     |                     | 1960         | Klasa C (gr.I)            | 1            | 6            | 17-5         | 3/0/1        |                                                   |                                                   |
| 1                   | 2                   | O                   | A                   | B                   |                     |                     |                     | 1960/61      | Klasa B (gr.I)            | 10           | 6            | 25-63        | 3/0/15       | Rozwiązanie drużyny po sezonie                    | Rozwiązanie drużyny po sezonie                    |
| 1                   | 2                   | O                   | A                   | B                   | C                   |                     |                     | 1961/62      |                           |              |              |              |              | Drużyna nie występowała w rozgrywkach             | Drużyna nie występowała w rozgrywkach             |
| 1                   | 2                   | O                   | A                   | B                   | C                   |                     |                     | 1962/63      |                           |              |              |              |              | Drużyna nie występowała w rozgrywkach             | Drużyna nie występowała w rozgrywkach             |
| 1                   | 2                   | O                   | A                   | B                   | C                   |                     |                     | 1963/64      |                           |              |              |              |              | Drużyna nie występowała w rozgrywkach             | Drużyna nie występowała w rozgrywkach             |
| 1                   | 2                   | O                   | A                   | B                   | C                   |                     |                     | 1964/65      |                           |              |              |              |              | Drużyna nie występowała w rozgrywkach             | Drużyna nie występowała w rozgrywkach             |
| 1                   | 2                   | O                   | A                   | B                   | C                   |                     |                     | 1965/66      |                           |              |              |              |              | Drużyna nie występowała w rozgrywkach             | Drużyna nie występowała w rozgrywkach             |
| 1                   | 2                   | 3                   | O                   | A                   | B                   |                     |                     | 1966/67      |                           |              |              |              |              | Drużyna nie występowała w rozgrywkach             | Drużyna nie występowała w rozgrywkach             |
| 1                   | 2                   | 3                   | O                   | A                   | B                   |                     |                     | 1967/68      |                           |              |              |              |              | Drużyna nie występowała w rozgrywkach             | Drużyna nie występowała w rozgrywkach             |
| 1                   | 2                   | 3                   | O                   | A                   | B                   |                     |                     | 1968/69      |                           |              |              |              |              | Drużyna nie występowała w rozgrywkach             | Drużyna nie występowała w rozgrywkach             |
| 1                   | 2                   | 3                   | O                   | A                   | B                   |                     |                     | 1969/70      |                           |              |              |              |              | Drużyna nie występowała w rozgrywkach             | Drużyna nie występowała w rozgrywkach             |
| 1                   | 2                   | 3                   | O                   | A                   | B                   | C                   |                     | 1970/71      | Klasa B (gr.III)          | 6            | 12           | 31-62        | 5/2/9        |                                                   |                                                   |
| 1                   | 2                   | 3                   | O                   | A                   | B                   | C                   |                     | 1971/72      | Klasa B (gr.III)          | 1            | 26           | 61-16        | b.d.         |                                                   |                                                   |
| 1                   | 2                   | 3                   | O                   | A                   | B                   | C                   |                     | 1972/73      | Klasa A Gr.I              | 5            | 10           | 26-31        | b.d.         | Reforma rozgrywek po sezonie                      |                                                   |
| 1                   | 2                   | O                   | A                   | B                   | C                   |                     |                     | 1973/74      | Klasa A                   | 2            | 35           | 59-31        | b.d.         |                                                   |                                                   |
| 1                   | 2                   | KW                  | KMP                 | KP                  |                     |                     |                     | 1974/75      | Klasa Międzypowiatowa     | 1            | 31           | 57-22        | b.d.         |                                                   |                                                   |
| 1                   | 2                   | KW                  | KMP                 | KP                  |                     |                     |                     | 1975/76      | Klasa Wojewódzka          | 9            | 14           | 23-40        | 5/4/13       | Reforma rozgrywek po sezonie                      |                                                   |
| 1                   | 2                   | 3                   | A                   | B                   | C                   |                     |                     | 1976/77      | Klasa A                   | 7            | 21           | 35-35        | 9/3/10       |                                                   |                                                   |
| 1                   | 2                   | 3                   | A                   | B                   | C                   |                     |                     | 1977/78      | Klasa A                   | 4            | 27           | 38-23        | 11/5/6       |                                                   |                                                   |
| 1                   | 2                   | 3                   | A                   | B                   | C                   |                     |                     | 1978/79      | Klasa A                   | 6            | 24           | 36-30        | 10/4/8       |                                                   |                                                   |
| 1                   | 2                   | 3                   | A                   | B                   | C                   |                     |                     | 1979/80      | Klasa A                   | 8            | 19           | 26-25        | 6/7/9        |                                                   |                                                   |
| 1                   | 2                   | 3                   | O                   | A                   | B                   |                     |                     | 1980/81      | Klasa Okręgowa            | 5            | 22           | 31-30        | 8/6/8        |                                                   | Okr.PP                                            |
| 1                   | 2                   | 3                   | O                   | A                   | B                   |                     |                     | 1981/82      | Klasa Okręgowa            | 10           | 16           | 34-46        | 5/6/11       |                                                   |                                                   |
| 1                   | 2                   | 3                   | O                   | A                   | B                   |                     |                     | 1982/83      | Klasa Okręgowa            | 11           | 14           | 27-54        | 5/4/13       |                                                   |                                                   |
| 1                   | 2                   | 3                   | O                   | A                   | B                   |                     |                     | 1983/84      | Klasa Okręgowa            | 3            | 27           | 74-34        | 13/1/8       |                                                   | Okr.PP                                            |
| 1                   | 2                   | 3                   | O                   | A                   | B                   |                     |                     | 1984/85      | Klasa Okręgowa            | 5            | 23           | 50-46        | 10/3/9       |                                                   |                                                   |
| 1                   | 2                   | 3                   | O                   | A                   | B                   |                     |                     | 1985/86      | Klasa Okręgowa            | 7            | 20           | 42-34        | 7/6/9        | Reorganizacja rozgr.,spadek                       |                                                   |
| 1                   | 2                   | 3                   | O                   | A                   | B                   |                     |                     | 1986/87      | Klasa A                   | 2            | 37           | 103-35       | 16/5/5       |                                                   |                                                   |
| 1                   | 2                   | 3                   | O                   | A                   | B                   |                     |                     | 1987/88      | Klasa A                   | 1            | b.d.         | b.d.         | b.d.         |                                                   | Okr.PP                                            |
| 1                   | 2                   | 3                   | O                   | A                   | B                   |                     |                     | 1988/89      | Klasa Okręgowa            | 2            | 41           | 77-26        | 18/5/3       |                                                   |                                                   |
| 1                   | 2                   | 3                   | O                   | A                   | B                   |                     |                     | 1989/90      | Klasa Okręgowa            | 2            | 47           | 58-23        | 21/5/4       |                                                   | Okr.PP                                            |
| 1                   | 2                   | 3                   | O                   | A                   | B                   |                     |                     | 1990/91      | III Liga                  | 13           | 11           | 17-61        | 3/5/18       |                                                   | Okr.PP                                            |
| 1                   | 2                   | 3                   | O                   | A                   | B                   |                     |                     | 1991/92      | Klasa Okręgowa            | 1            | 40           | 90-24        | 19/2/1       |                                                   |                                                   |
| 1                   | 2                   | 3                   | O                   | A                   | B                   |                     |                     | 1992/93      | III Liga                  | 15           | 17           | 36-78        | 5/7/18       |                                                   |                                                   |
| 1                   | 2                   | 3                   | O                   | A                   | B                   |                     |                     | 1993/94      | Klasa Okręgowa            | 4            | 36           | 106-54       | 17/2/7       |                                                   |                                                   |
| 1                   | 2                   | 3                   | O                   | A                   | B                   |                     |                     | 1994/95      | Klasa Okręgowa            | 2            | 33           | 79-47        | 14/577       |                                                   |                                                   |
| 1                   | 2                   | 3                   | O                   | A                   | B                   |                     |                     | 1995/96      | III Liga                  | 16           | 7            | 21-120       | 1/4/25       | Po sezonie drużyna rozwiązana                     | Po sezonie drużyna rozwiązana                     |
| 1                   | 2                   | 3                   | 4                   | O                   | A                   | B                   |                     | 1996/97      |                           |              |              |              |              | Drużyna nie występowała w rozgrywkach             | Drużyna nie występowała w rozgrywkach             |
| 1                   | 2                   | 3                   | 4                   | O                   | A                   | B                   |                     | 1997/98      |                           |              |              |              |              | Drużyna nie występowała w rozgrywkach             | Drużyna nie występowała w rozgrywkach             |
| 1                   | 2                   | 3                   | 4                   | O                   | A                   | B                   |                     | 1998/99      | Klasa Okręgowa            | 4            | 40           | 47-39        | 12/4/10      | Fuzja Genticus(Helios) Białystok z Jagiellonią II | Fuzja Genticus(Helios) Białystok z Jagiellonią II |
| 1                   | 2                   | 3                   | 4                   | O                   | A                   | B                   |                     | 1999/00      | Klasa Okręgowa            | 2            | 58           | 89-20        | 18/4/4       |                                                   |                                                   |
| 1                   | 2                   | 3                   | 4                   | O                   | A                   | B                   |                     | 2000/01      | IV Liga – gr.Podlaska     | 7            | 51           | 76-50        | 15/6/9       |                                                   |                                                   |
| 1                   | 2                   | 3                   | 4                   | O                   | A                   | B                   |                     | 2001/02      | IV Liga – gr.Podlaska     | 6            | 47           | 63-42        | 12/11/7      |                                                   |                                                   |
| 1                   | 2                   | 3                   | 4                   | O                   | A                   | B                   |                     | 2002/03      | IV Liga – gr.Podlaska     | 7            | 52           | 54-38        | 15/7/10      |                                                   |                                                   |
| 1                   | 2                   | 3                   | 4                   | O                   | A                   | B                   |                     | 2003/04      | IV Liga – gr.Podlaska     | 6            | 30           | 34-31        | 8/6/10       |                                                   |                                                   |
| 1                   | 2                   | 3                   | 4                   | O                   | A                   | B                   |                     | 2004/05      | IV Liga – gr.Podlaska     | 2            | 72           | 73-22        | 22/6/2       |                                                   |                                                   |
| 1                   | 2                   | 3                   | 4                   | O                   | A                   | B                   |                     | 2005/06      | IV Liga – gr.Podlaska     | 2            | 63           | 80-26        | 20/3/7       |                                                   |                                                   |
| 1                   | 2                   | 3                   | 4                   | O                   | A                   | B                   |                     | 2006/07      | IV Liga – gr.Podlaska     | 1            | 74           | 95-21        | 24/2/4       |                                                   |                                                   |
| ME                  |                     |                     |                     |                     |                     |                     |                     | 2007/08      | Młoda Ekstraklasa         | 15           | 22           | 29-51        | 6/4/18       |                                                   |                                                   |
| ME                  |                     |                     |                     |                     |                     |                     |                     | 2008/09      | Młoda Ekstraklasa         | 8            | 41           | 44-46        | 11/8/11      |                                                   |                                                   |
| ME                  |                     |                     |                     |                     |                     |                     |                     | 2009/10      | Młoda Ekstraklasa         | 15           | 25           | 37-66        | 6/7/17       |                                                   |                                                   |
| ME                  |                     |                     |                     |                     |                     |                     |                     | 2010/11      | Młoda Ekstraklasa         | 8            | 43           | 38-36        | 12/7/11      |                                                   |                                                   |
| ME                  |                     |                     |                     |                     |                     |                     |                     | 2011/12      | Młoda Ekstraklasa         | 10           | 40           | 39-39        | 10/10/10     |                                                   |                                                   |
| ME                  |                     |                     |                     |                     |                     |                     |                     | 2012/13      | Młoda Ekstraklasa         | 9            | 38           | 42-44        | 10/8/12      |                                                   |                                                   |
| E                   | 1                   | 2                   | 3                   | 4                   | O                   | A                   | B                   | 2013/14      | III Liga – Podl-Maz-Warm. | 5            | 60           | 63-46        | 18-6/10      |                                                   |                                                   |
| E                   | 1                   | 2                   | 3                   | 4                   | O                   | A                   | B                   | 2014/15      | III Liga – Podl-Maz-Warm. | 7            | 51           | 60-45        | 15/6/13      |                                                   |                                                   |
| E                   | 1                   | 2                   | 3                   | 4                   | O                   | A                   | B                   | 2015/16      | III Liga – Podl-Maz-Warm. | 7            | 54           | 55-37        | 16/6/12      |                                                   |                                                   |
| E                   | 1                   | 2                   | 3                   | 4                   | O                   | A                   | B                   | 2016/17      | III Liga – grupa gr.I     | 14           | 40           | 34-50        | 10/10/14     |                                                   |                                                   |
| E                   | 1                   | 2                   | 3                   | 4                   | O                   | A                   | B                   | 2017/18      |                           |              |              |              |              | Wycofanie klubu z rozgrywek.                      | Wycofanie klubu z rozgrywek.                      |
| E                   | 1                   | 2                   | 3                   | 4                   | O                   | A                   | B                   | 2018/19      |                           |              |              |              |              |                                                   |                                                   |
| E                   | 1                   | 2                   | 3                   | 4                   | O                   | A                   | B                   | 2019/20      | IV Liga (podlaska)        | 1            | 40           | 60-13        | 13/1/1       |                                                   |                                                   |
| E                   | 1                   | 2                   | 3                   | 4                   | O                   | A                   | B                   | 2020/21      | III Liga – grupa gr.I     | 8            | 44           | 57-69        | 13/5/17      |                                                   |                                                   |
| E                   | 1                   | 2                   | 3                   | 4                   | O                   | A                   | B                   | 2021/22      | III Liga – grupa gr.I     | 9            | 52           | 66-58        | 16/4/16      |                                                   |                                                   |
| E                   | 1                   | 2                   | 3                   | 4                   | O                   | A                   | B                   | 2022/23      | III Liga – grupa gr.I     | 9            | 49           | 65-54        | 13/10/11     |                                                   | Okr.PP                                            |
| E                   | 1                   | 2                   | 3                   | 4                   | O                   | A                   | B                   | 2023/24      | III Liga – grupa gr.I     | 13           | 42           | 48-58        | 12/6/16      |                                                   |                                                   |
| E                   | 1                   | 2                   | 3                   | 4                   | O                   | A                   | B                   | 2024/25      | III Liga – grupa gr.I     | 6            | 47           | 54-49        | 13/8/13      |                                                   |                                                   |
| E                   | 1                   | 2                   | 3                   | 4                   | O                   | A                   | B                   | 2025/26      | III Liga – grupa gr.I     |              |              |              |              |                                                   |                                                   |

## Bilans ligowy trzeciej drużyny – Jagiellonia III
| Poziomy rozgrywkowe | Poziomy rozgrywkowe | Poziomy rozgrywkowe | Poziomy rozgrywkowe | Poziomy rozgrywkowe | Poziomy rozgrywkowe | Poziomy rozgrywkowe | Poziomy rozgrywkowe | Sezony, opis | Sezony, opis    | Sezony, opis | Sezony, opis | Sezony, opis | Sezony, opis | Sezony, opis                            | Sezony, opis                            |
| I                   | II                  | III                 | IV                  | V                   | VI                  | VII                 | VIII                | Sezon        | Liga            | Poz.         | Pkt.         | Bramki       | Z/R/P        | Uwagi                                   | Puchar Polski                           |
| ------------------- | ------------------- | ------------------- | ------------------- | ------------------- | ------------------- | ------------------- | ------------------- | ------------ | --------------- | ------------ | ------------ | ------------ | ------------ | --------------------------------------- | --------------------------------------- |
| 1                   | 2                   | O                   | A                   | B                   |                     |                     |                     | 1973/74      | Klasa B         | 9            | 13           | 37-79        | b.d.         |                                         |                                         |
| 1                   | 2                   | KW                  | KMP                 | KP                  |                     |                     |                     | 1974/75      | Klasa Powiatowa | 4            | 14           | 27-38        | b.d.         |                                         |                                         |
| 1                   | 2                   | KW                  | KMP                 | KP                  |                     |                     |                     | 1975/76      | Klasa Powiatowa | 8            | 0            | 6-62         | b.d.         |                                         |                                         |
| 1                   | 2                   | 3                   | A                   | B                   | C                   |                     |                     | 1976/77      | Klasa C         | b.d.         | b.d.         | b.d.         | b.d.         | Po sez. zespół wycofał się z rozgrywek. | Po sez. zespół wycofał się z rozgrywek. |
| E                   | 1                   | 2                   | 3                   | 4                   | O                   | A                   |                     | 2024/25      |                 |              |              |              |              |                                         | 3R Reg.                                 |
| E                   | 1                   | 2                   | 3                   | 4                   | O                   | A                   |                     | 2025/26      | Klasa A (gr.II) |              |              |              |              |                                         |                                         |